# Musée national des antiquités et des arts islamiques
Le musée national des Antiquités et des Arts islamiques, inauguré en 1897, est situé dans l'enceinte du parc de la Liberté (ex-parc de Galland) à Alger. Il est le plus ancien musée d'Algérie et d'Afrique,. Il couvre l'histoire de l'art en Algérie depuis 2 500 ans, et abrite une importante collection d’antiquités classiques composée de vestiges mis au jour lors de fouilles sur les différents sites archéologiques d'Algérie et une collection d'art musulman présentant des objets provenant des différentes dynasties arabo-musulmanes ayant exercés leur pouvoir en Algérie, dans le Maghreb et du Proche-Orient. Les œuvres du musée sont de nature variée : céramiques, peintures, sculptures, poteries, textiles, objets archéologiques, objets d'art de divers matériaux, entre autres.

## Historique

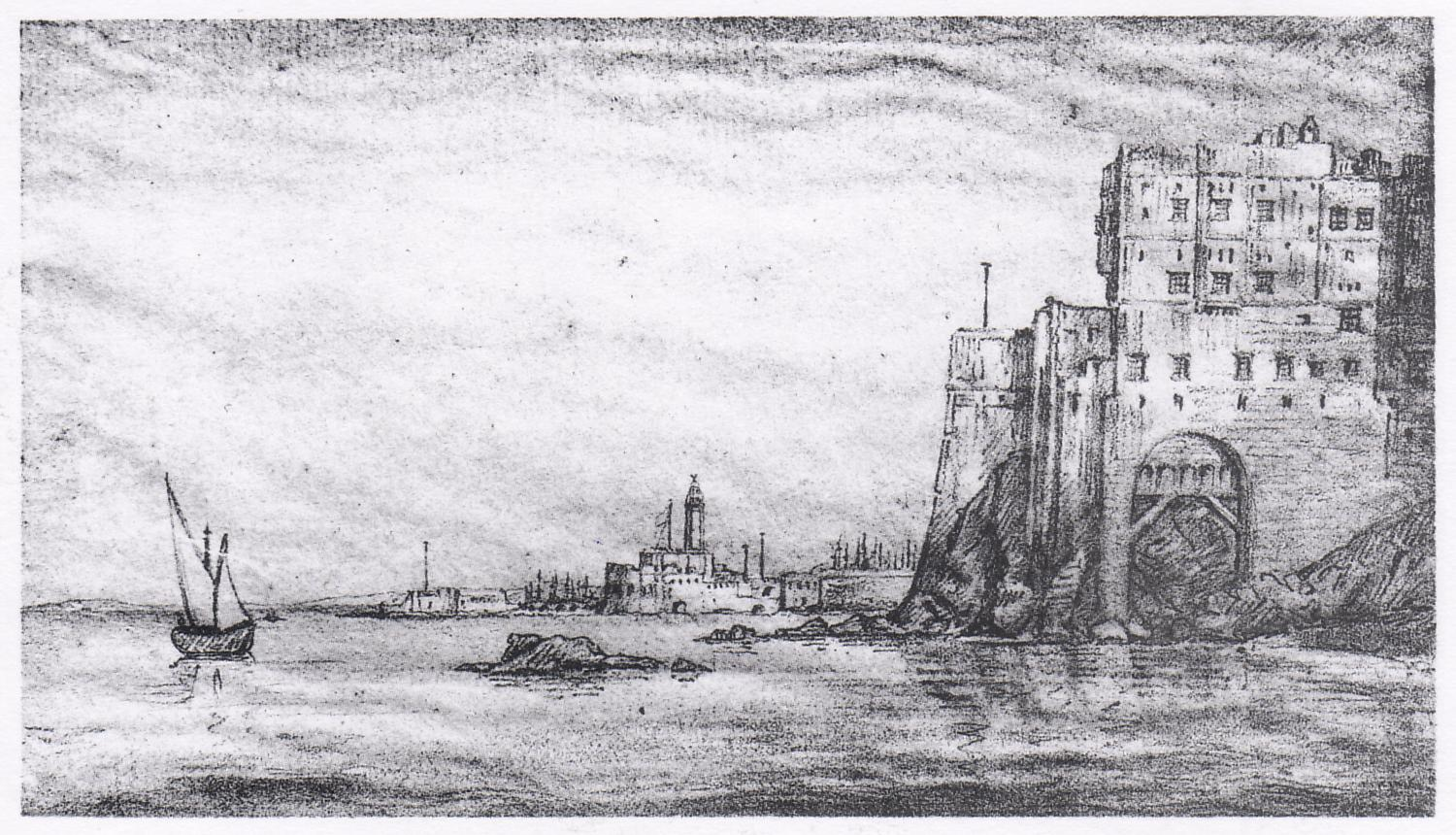
Môle d'Alger, et au premier plan à droite, maison ayant abrité un temps la bibliothèque-musée. Dessin vers 1830 du lieutenant Letouzé de Longuemar.

Ancien élève de l'école des Chartes et secrétaire du maréchal Clauzel, Adrien Berbrugger avait songé dès les débuts de la conquête à organiser une bibliothèque et un musée : la première fut fondée en février 1835, et les collections d'antiquités furent rassemblées dans la caserne des Janissaires, rue Bab Azoun, en 1838. Dès 1845, le musée occupait une dizaine de chambres du palais de la Jenina, et en 1848, la Bibliothèque et le Musée furent installés dans une belle maison mauresque, rue des Lotophages, démolie en 1862.

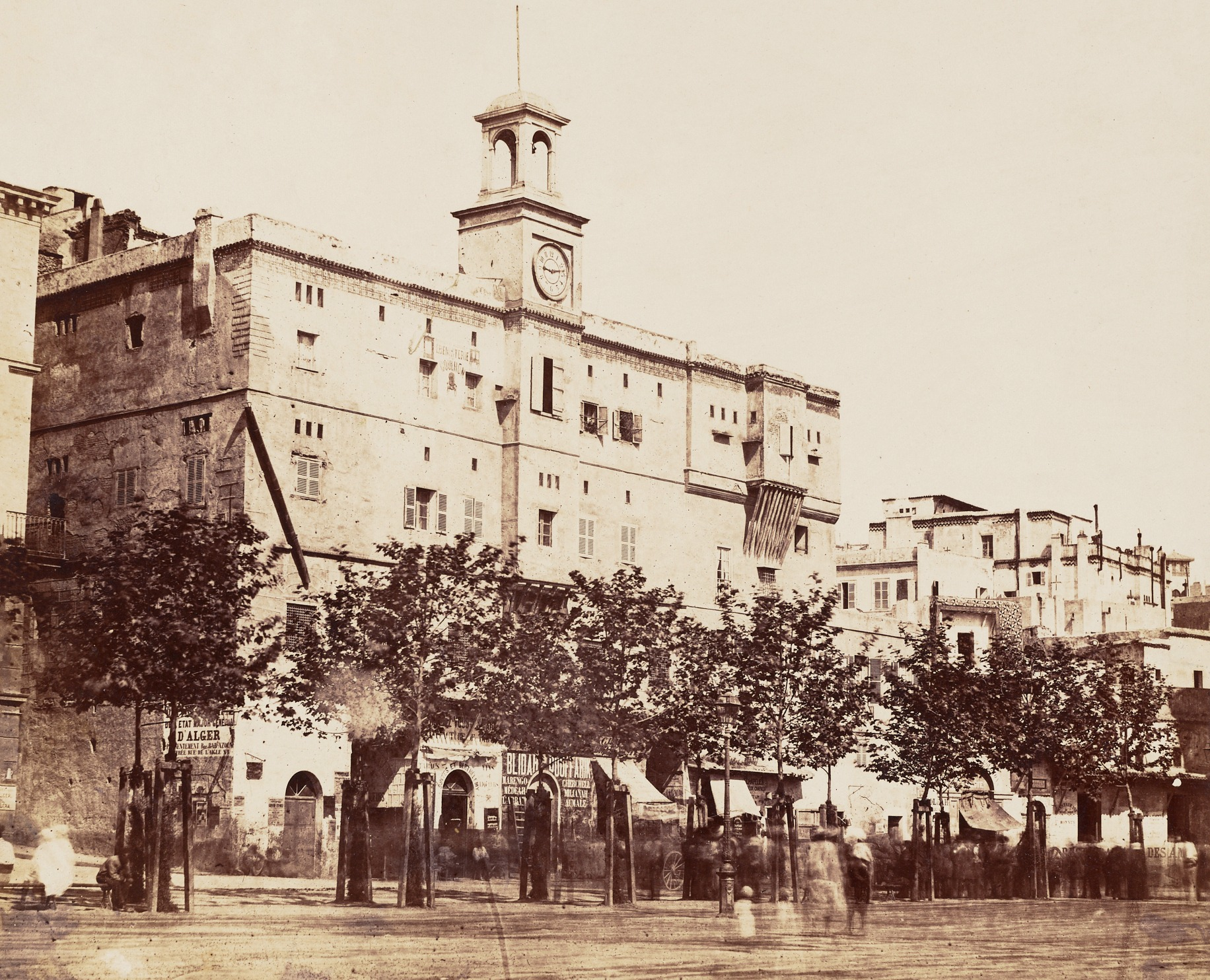
Palais de la Jenina en 1856.

En 1863, les pièces du musée étaient conservées, avec la première Bibliothèque nationale d'Algérie au palais Mustapha Pacha, dans la casbah. En 1896, déménagement du musée vers la partie haute du parc de Galland dans une structure occupée précédemment par la première école normale d'instituteurs. En 1897, le musée est inauguré par Félix Faure. En 1907 il reçoit dans son jardin le pavillon des forêts d'Algérie originellement construit par Georges Guiauchain pour l'exposition coloniale de Marseille en 1906.

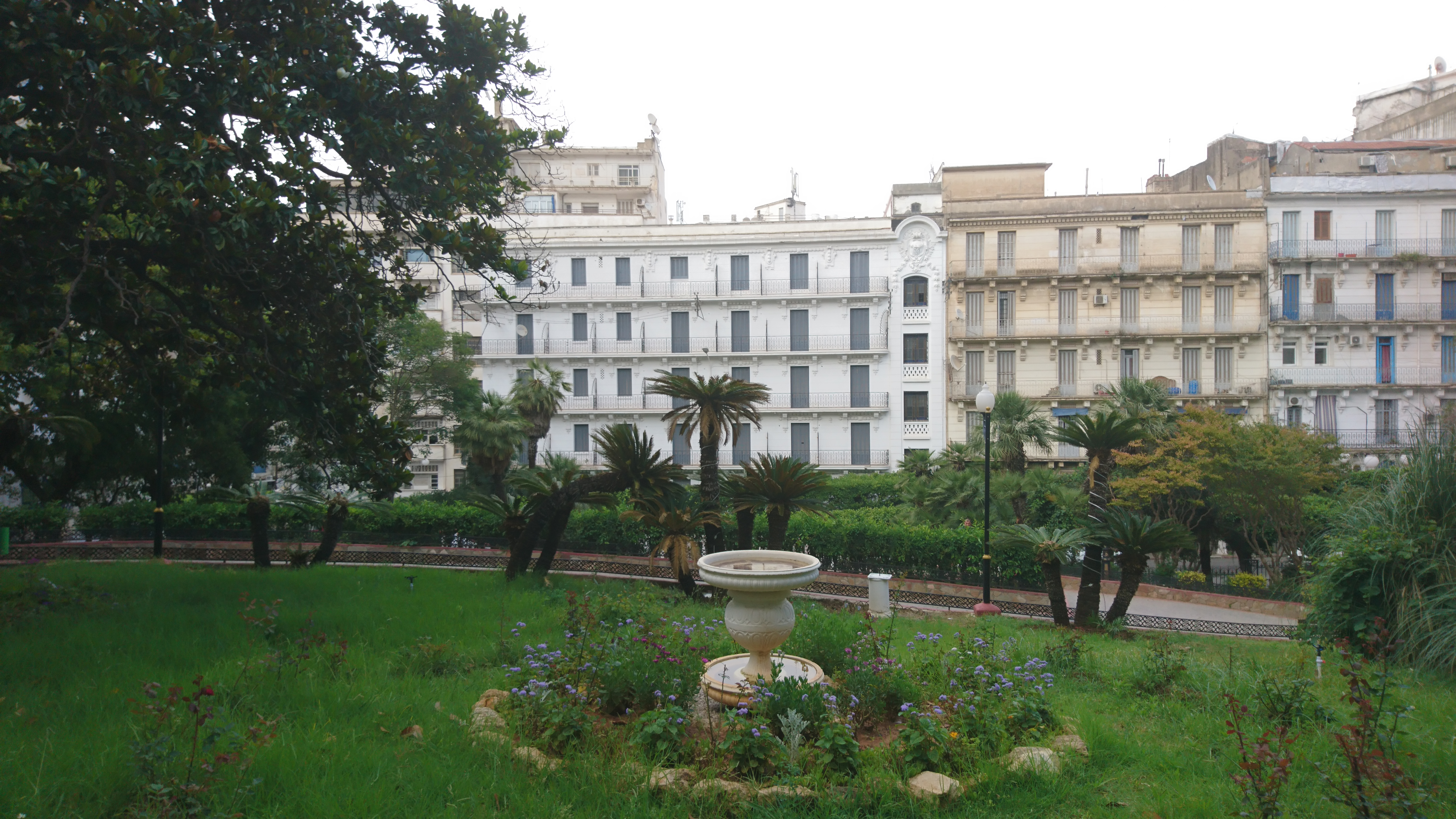
Vue sur le parc de la Liberté (ex-parc de Galland).

En 2004, la collection d'art islamique est transférée dans une maison mauresque voisine du bâtiment principal.
Le 8 mars 2019, le musée a fait l'objet d'acte de vandalisme à l'occasion du Hirak qu'a connu le pays, . La police a pu récupérer les objets volés.

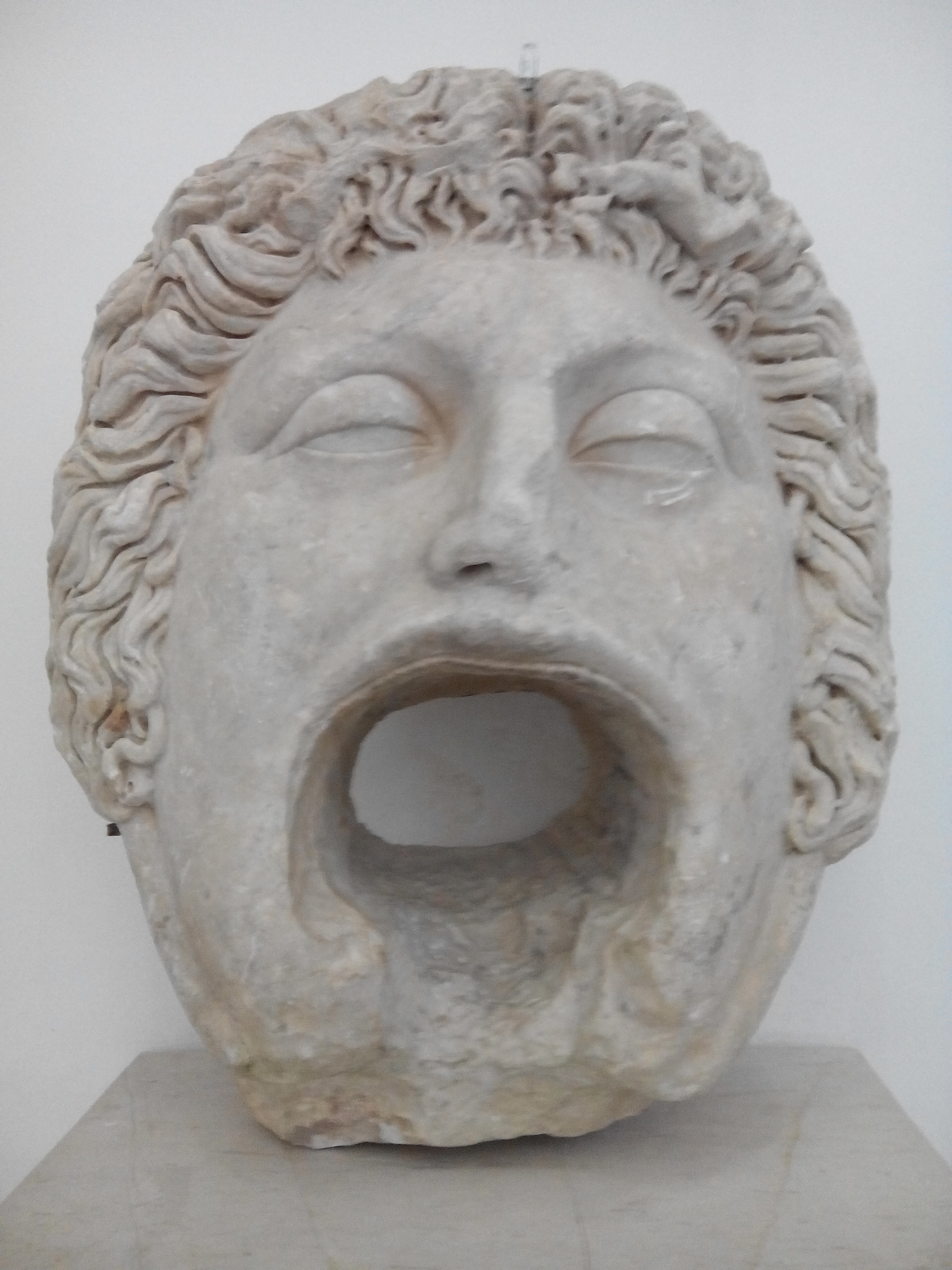
Le masque de Gorgone.

Le masque de Gorgone qui date de l'époque romaine (IIIe siècle ou IVe siècle) et découvert au site archéologique d'Hippone en 1930, été exposé provisoirement au musée, à la suite de sa récupération par les autorités algériennes de Tunisie en 2014, en attendant la création d'un nouveau musée à Annaba où il sera transféré. Pour rappel, ce masque a été volé en 1996 du site antique d'Hippone, avant d'être retrouvé en 2011 en Tunisie dans la maison du gendre du président tunisien déchu Zine el-Abidine Ben Ali, en pleine révolution tunisienne,.
En 2020, le masque a été remis à nouveau au musée d'Hippone à Annaba pour y être exposé.

## Répartition des collections dans le musée
Le musée des antiquités et des arts islamiques comprend différentes collections très riches d'œuvres d'art provenant de civilisations, de cultures et d'époques variées. Il est composé de deux pavillons, un pavillon consacré aux antiquités et un autre consacré aux arts islamiques.
Le pavillon des antiquités, dont la collection remonte à 1835, regroupe sculptures, mosaïques, bronzes et céramiques découverts sur les sites archéologiques d'Algérie.

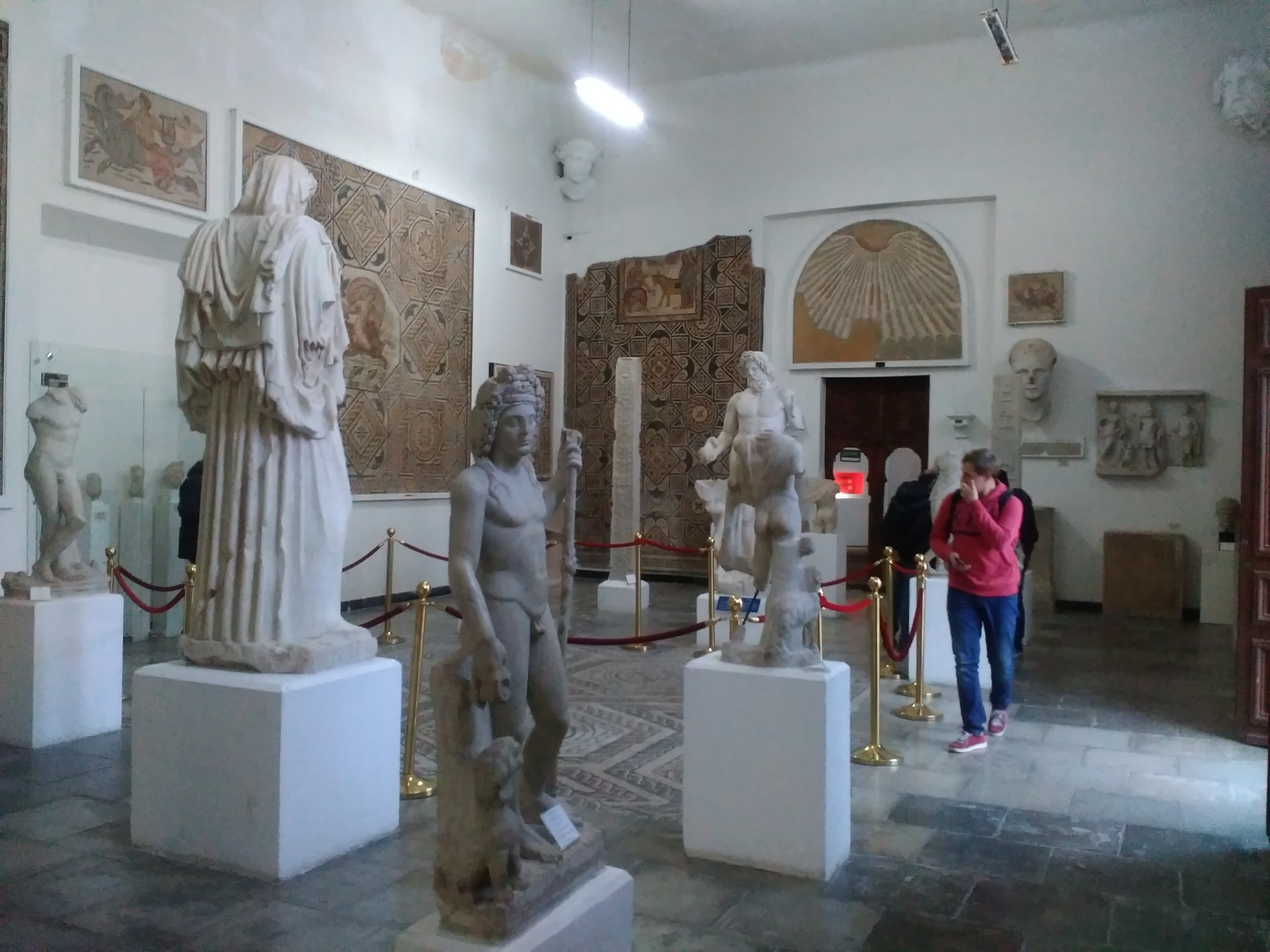
Pavillon des antiquités

Le pavillon des arts de l'islam, dont le fonds initial remonte à 1846, est constitué essentiellement d'objets et pièces découverts sur les sites archéologiques d'Algérie. On y trouve aussi, une riche collection de pièces de monnaie, de manuscrits, de tapis et broderies, de céramiques et de travaux sur bois qui viennent de l'Algérie, et d'ailleurs comme la Tunisie, l'Espagne, le Maroc et du Proche-Orient.

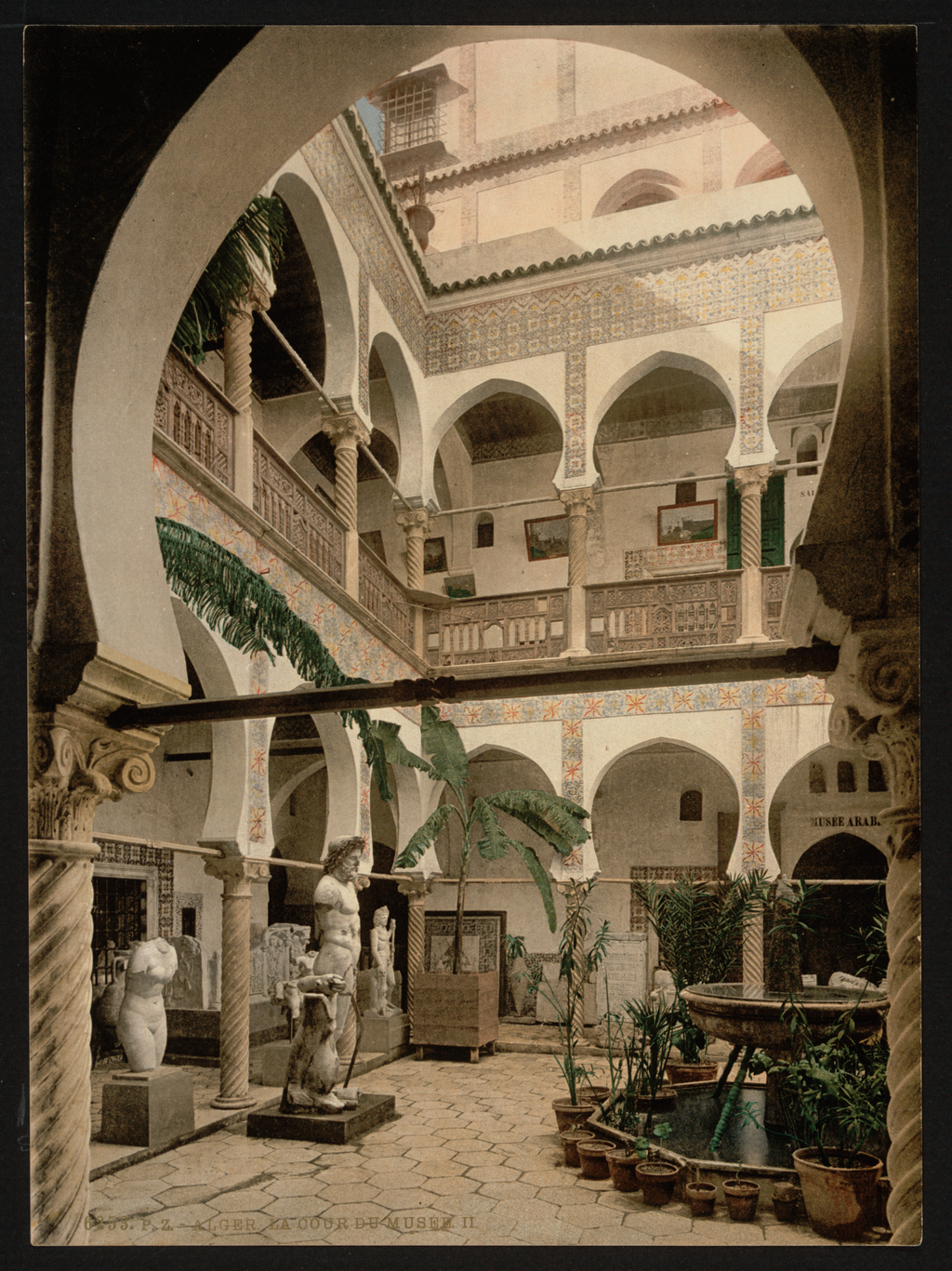
Quelques pièces exposées dans le hall du musée.

Le portique du musée rappelle, par son ornementation, les portes au Maghreb occidental. Dans le vestibule, au dessus de la porte menant à la cour, on trouve un parement mural en mosaïque d'une abondante décoration intérieure d’inspiration chrétienne représentant le bon pasteur, provenant d'une basilique chrétienne de Rusguniae à Cap Matifou.
Les salles d'exposition s'agencent autour d'une cour dont le sol est pavé de deux mosaïques romaines. Sous les galeries, des inscriptions commémoratives et funéraires arabes et turques. Aux murs des carreaux de faïence italienne, espagnole, hollandaise, tunisienne datant de la période ottomane.

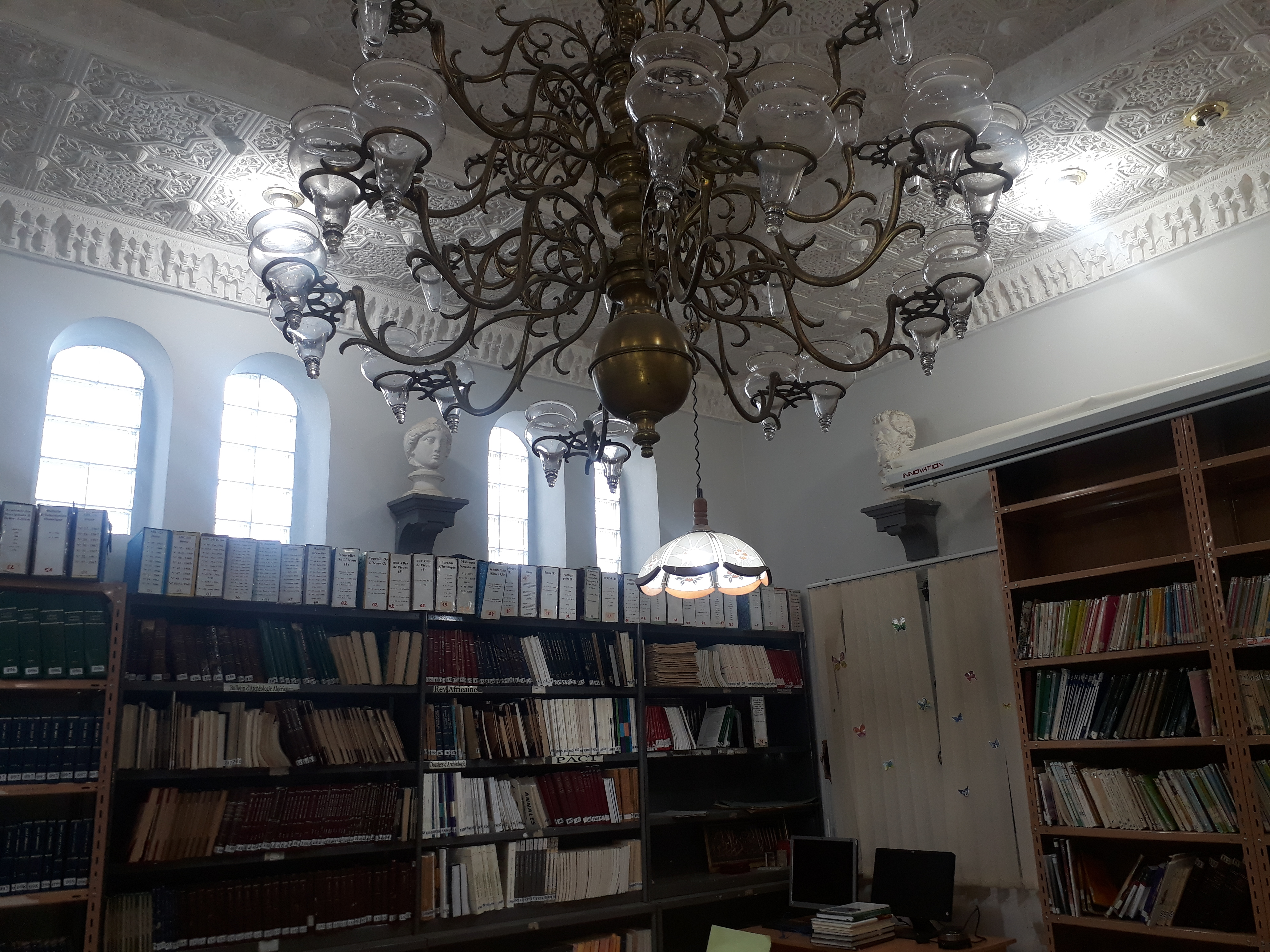
La bibliothèque du musée.

Une importante section est consacrée à la numismatique. Plus de 100 000 pièces de monnaie et médailles de toutes les époques punique, numide, maurétanienne, romaine, vandale, byzantine, musulmane,, ottomane, et coloniale, y sont exposées et conservées dans le musée. On y trouve même diverses pièces, remontant jusqu'à l'âge d'or musulman au Moyen-Orient, précisément aux époques omeyyade et abbasside.
En raison de la richesse des collections, il ne saurait être question dans ce cadre de présenter ici l'ensemble des pièces exposées.

## Collection des antiquités
Le fonds antique du musée provient des nombreux sites antiques répartis sur toute l'Algérie : Djemila, Sitifis, Lambèse, Calama, Cherchell, Timgad, Hippone, Cirta, Tiddis, Tipasa de Maurétanie…

### Bronzes
La sculpture en bronze est représentée dans le musée par des pièces de grand format qui sont exposées au centre de la salle, alors que les pièces de petit format sont exposées dans des vitrines.
On y trouve des fibules, balances, et lampes à l’huile. Les œuvres les plus importantes dont Casque à visière et Umbo de Grimidi de Sidi Aïssa (M'Sila) datant du IIIe siècle, Diane chasseresse de N'Gaous (Batna) et tête d'enfant de Berrouaghia (Médéa). Au centre de la pièce, l'enfant à l'aiglon, une tête de cheval bouche ouverte en bronze et qui servait comme bouche de fontaine trouvée dans le site antique Lambèse (actuellement Tazoult). Aussi, on y trouve une buste en bronze de la déesse Africa de la période romaine découverte aussi à (Berrouaghia).

### Mosaïques
Parmi les mosaïques de la salle, nous citons: au sol, la mosaïque Les quatre saisons découverte à Aïn Babouche (Aïn Beida) datant du IIIe siècle et la mosaïque de Lambiridi, découverte en 1917 à Kherbet Ouled Arif (Oued Chaaba) au sud de Batna.
Aux murs, La légende d'Achille découverte en 1936 à Tipasa par Ernest L. Ives et son épouse, scène de chasse au chien (Ténès) et Le triomphe d'Amphitrite de la Kalâa des Béni Hammad à (M'Sila) découverte en 1898.
D'autres mosaïques mythologiques aux murs : amours de Jupiter trouvée aux vestiges du site M'Rikeb Thala (Oum El Bouaghi), toilette de Vénus (Batna) : scènes de la vie quotidienne : chasse au sanglier (Ouled Agla) : ou à décor géométrique (Icosium).
Une remarquable mosaïque d'oceanus découverte à Djemila datant du Ve siècle porte l'inscription : Que les cœurs envieux se brisent à cet aspect céleste. Que chez nous, la langue impudente se taise, car dans ce travail, nous surpassons nos ancêtres ; et dans nos édifices, le sommet le plus élevé de l'art brille agréablement. Sois heureux.

### Cultes païens et inscriptions
Les cultes païens sont représentés des divinités issues des cultes orientaux comme des stèles, poteries et bronzes, dédiées à Saturne, Isis et Esculape.
Parmi les pièces d'art que le musée renferme, des stèles libyques et
un remarquable sarcophage en marbre blanc représentant la légende du héro Bellérophon datant du IIIe siècle découvert au cours des fouilles effectuées en 1934 à (Azzefoun), un autre sarcophage représentant les sept miracles du christ sculpté sur la face antérieure datant du IVe siècle (Dellys).
On y trouve les tablettes Albertini qui viennent compléter la collection, ces dernières constituent un ensemble d'actes notariés privés écrites à l’encre et en latin, sur le bois datant de l'époque vandale Ve siècle découvertes en 1928 dans le sud de (Tébessa), un bas relief découvert à la cité romaine de Rapidum à Djouab (Médéa).
Aussi, on trouve un précepte de l'église catholique avec comme inscription « Paix éternelle à l'église catholique » découvert à Beni Rached au nord-est de Chlef datant de la fin du IVe siècle. Une stèle Kerfala de la période libyque découverte dans une tombe en 1954 à Lakhdaria (Wilaya de Bouira).
On y trouve aussi une inscription gravée en 187, où l'on voit un citoyen de Rusicada donner aux habitants des spectacles de toute sorte, une inscription découverte à Djenane Abderahmane (Dely Ibrahim) et fait connaître le nom de Mattia ou Matiat ou Messia, fille de Saltum, morte à vingt ans, et une inscription découverte à El Hadjeb (Biskra), datée de 495, et relative à un évêque dont le nom manque et qui périt en 495, dans la guerre des Maures.

### Marbres et poteries
Nous découvrons ensuite céramiques, lampes et poteries romaines et puniques ainsi que quelques éléments d'orfèvrerie romaine exposés en vitrines.
On y trouve des marbres dont les trois pièces maîtresses proviennent de Cherchell, il s'agit de trois sculptures de Vénus, Neptune et Déméter. De Carthage, deux têtes d'Hermanubis et d'Hadrien ainsi qu'un bas-relief représentant Mars, Vénus et César divinisé. Aussi, une statue en marbre de l'empereur et philosophe romain Marcus Aurelius, une tête de Minerve la déesse de la sagesse (Khemissa) et les bustes de Juba Ier, Juba II, Cléopâtre Séléné II et Ptolémée de Maurétanie de (Cherchell). Aussi, nous trouvons une statue en marbre d'un magistrat municipal romain découverte à Ain Sadjar (Constantine) et la statue de Livilla fille d'Antonia Minor datant du Ier siècle découverte à (Cherchell). D'autres sculptures sont exposées.
Une collection de poteries puniques, des étrusques et grecques, de poteries rouge foncé et clair provenant d’Italie. On trouve de nombreuses lampes à l’huile de différentes époques avec une variété de décorations.

### Bijoux de l'antiquité
Le musée possède une importante collection de bijoux des périodes romaine et pré-romaine découverts dans les différents sites archéologiques en Algérie.
On y trouve des éléments et boucles de ceintures en bronze (Tiddis), fibule zoomorphe en bronze «trois dauphins», boutons en ivoire incisés, bague en pâte de verre, entaille de cornaline (Djemila), fibule cruciforme en bronze du IVe siècle, une bague sceau en bronze du Ve siècle, fibule en bronze (hippocampe) de (Timgad).
Le Trésor de Ténès (anciennement Cartennae) découvert en 1936 et datant du Ve siècle comprend 19 pièces : une broche en or formée d'un grand médaillon avec une effigie de Galla Placidia (fille du grand Théodose Ier et impératrice d'Occident entre 421 et 424) auquel pendent trois petites croix, trois fibules en or, sept éléments de garniture de ceintures en or ciselé et ajouré, quatre bracelets en or, une ampoule d'argent, deux étuis en or dont un reliquaire, une anse en bronze,,.

Quelques pièces exposées dans la section des antiquités
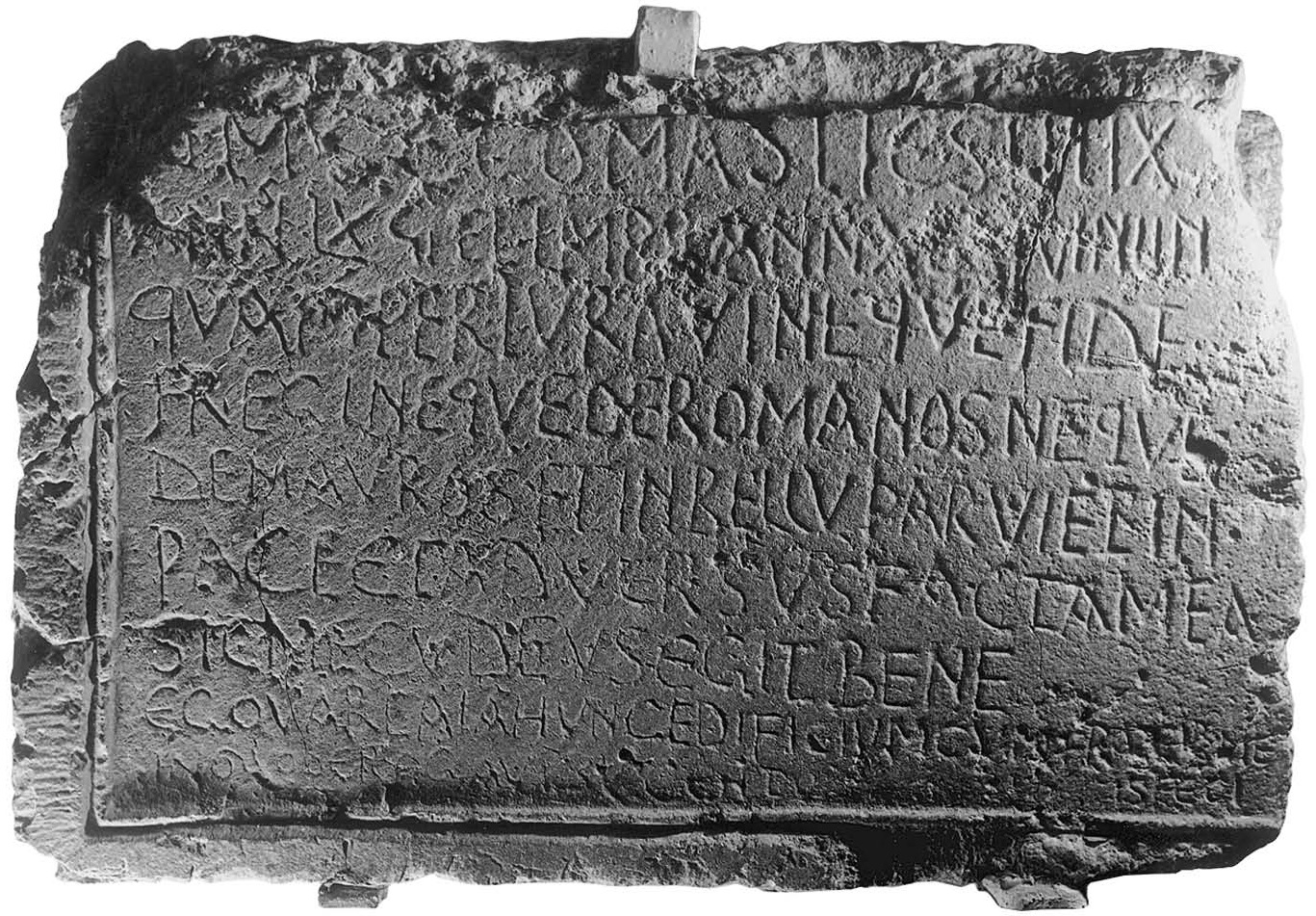
Inscription de Masties, trouvée à Arris dans les Aurès en janvier 1941
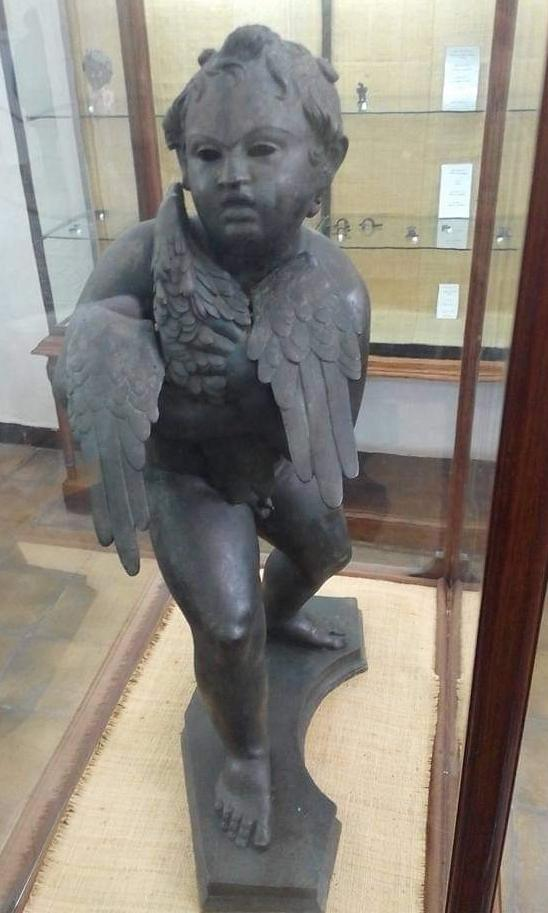
Enfant à l'aiglon, du site antique Lambèse
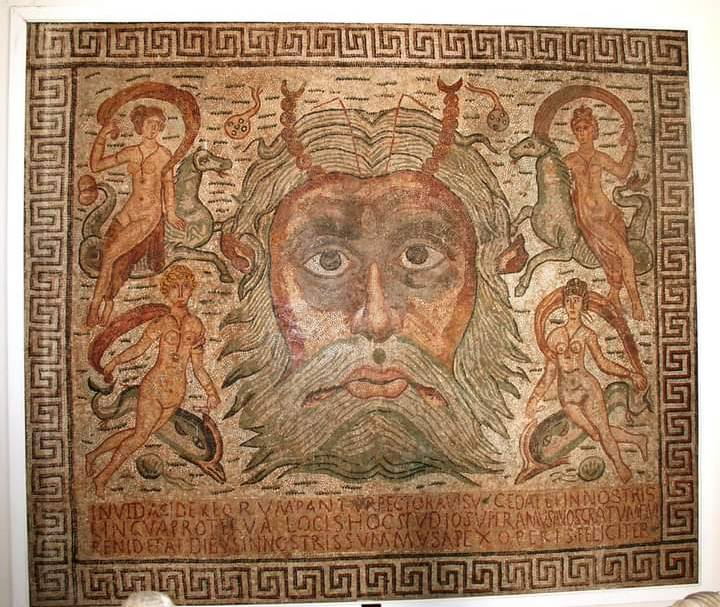
Mosaïque d'Oceanus
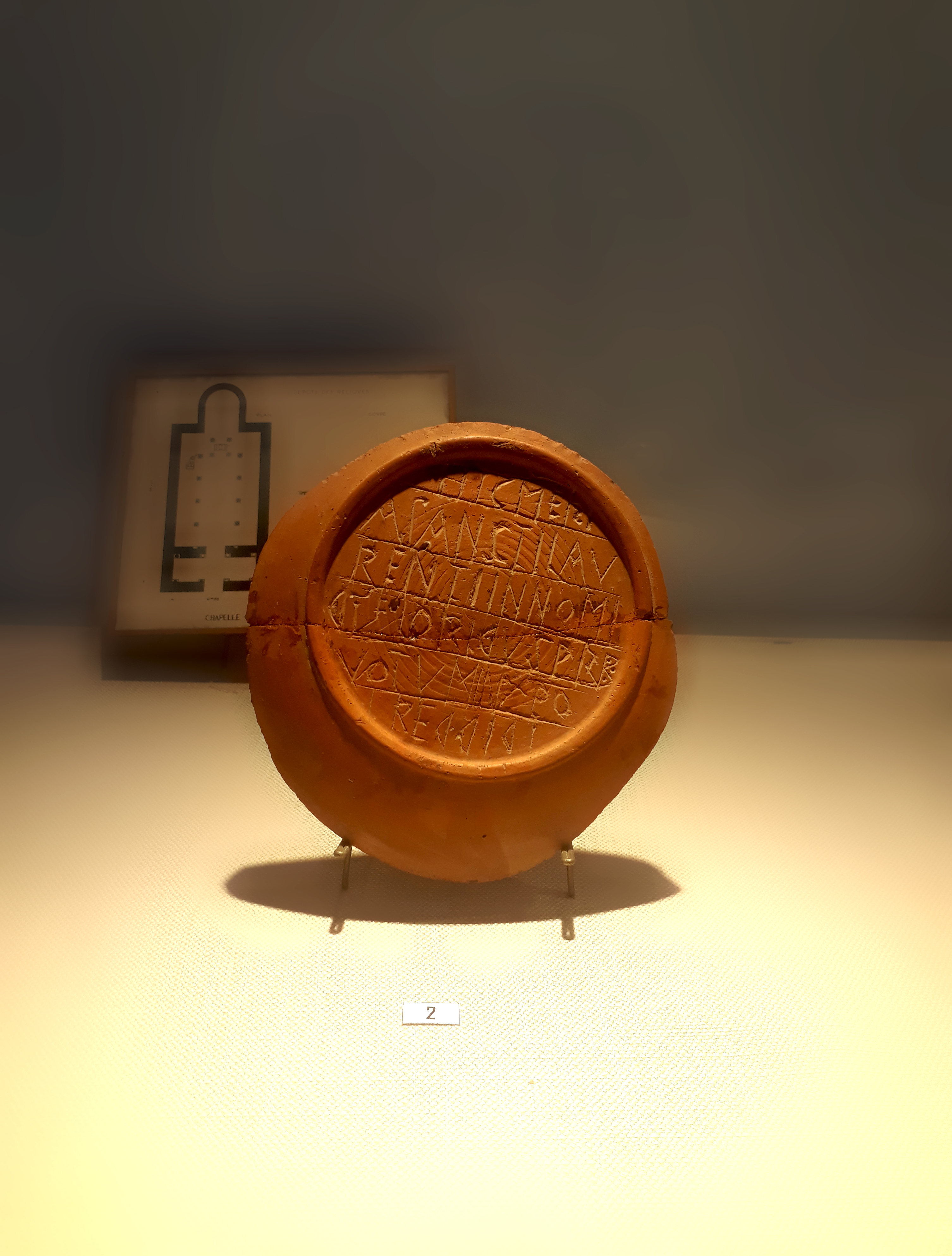
Poterie romaine
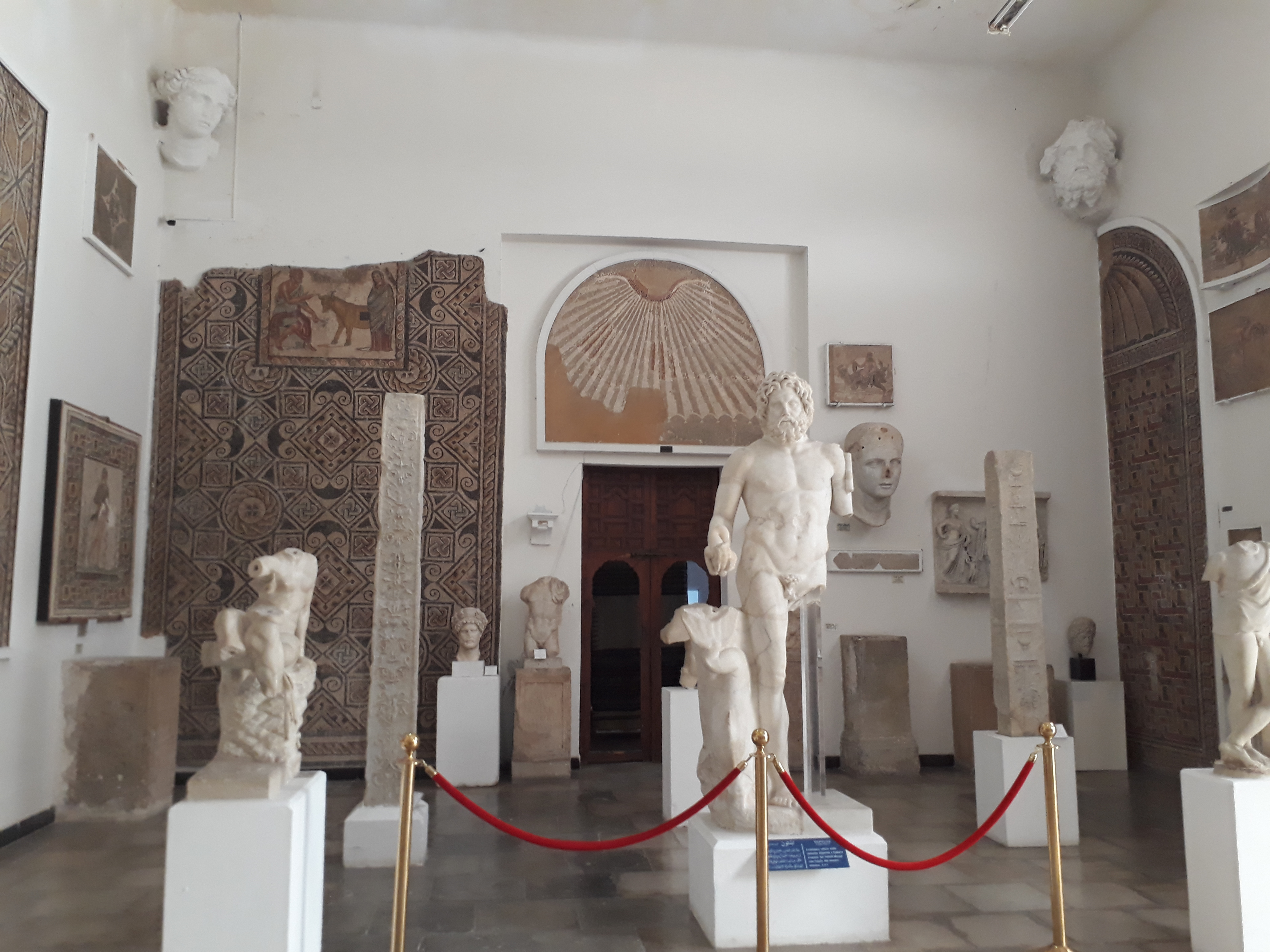
Quelques sculptures exposées au musée
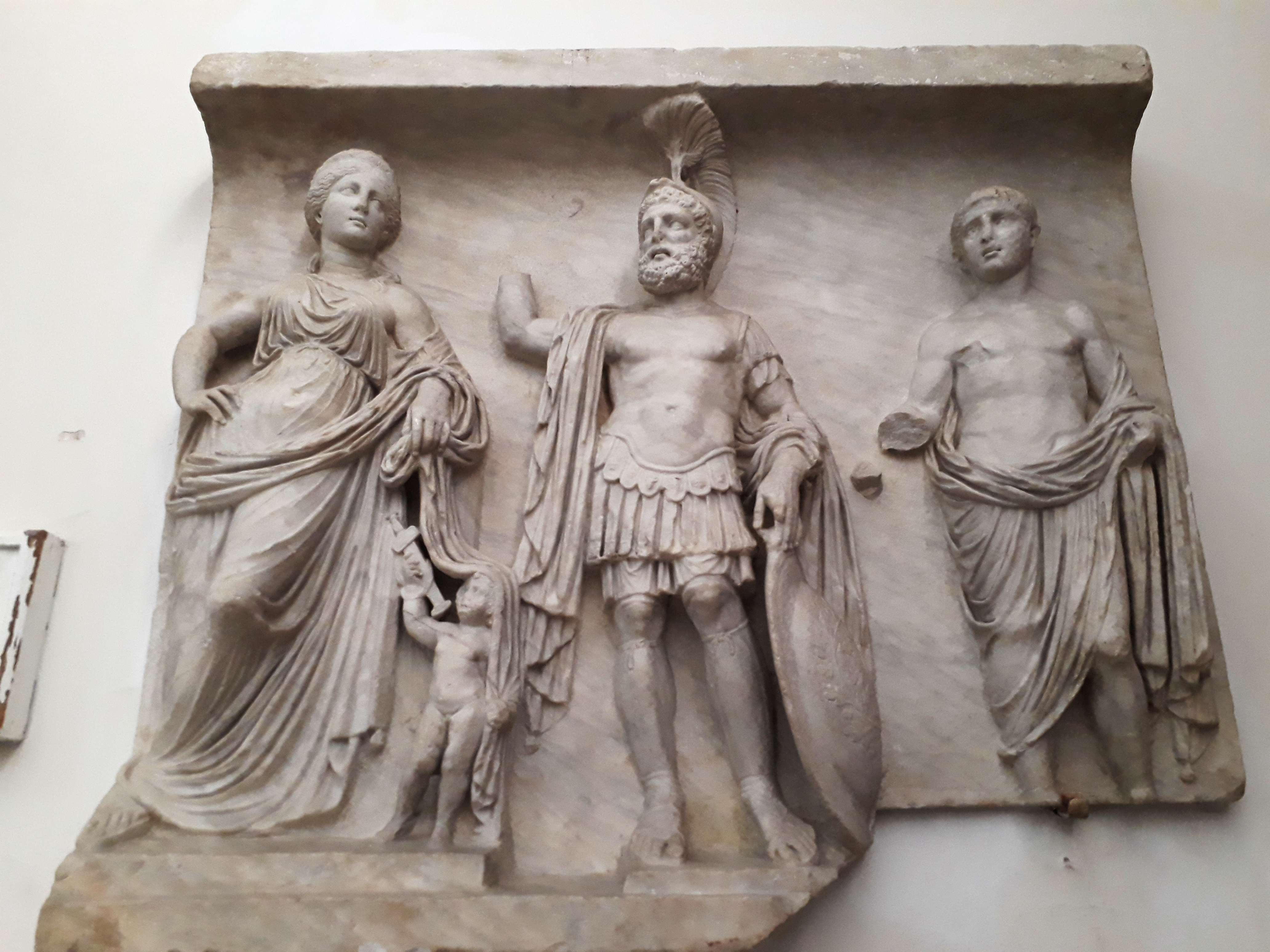
Sculpture montrant un soldat et deux citoyens
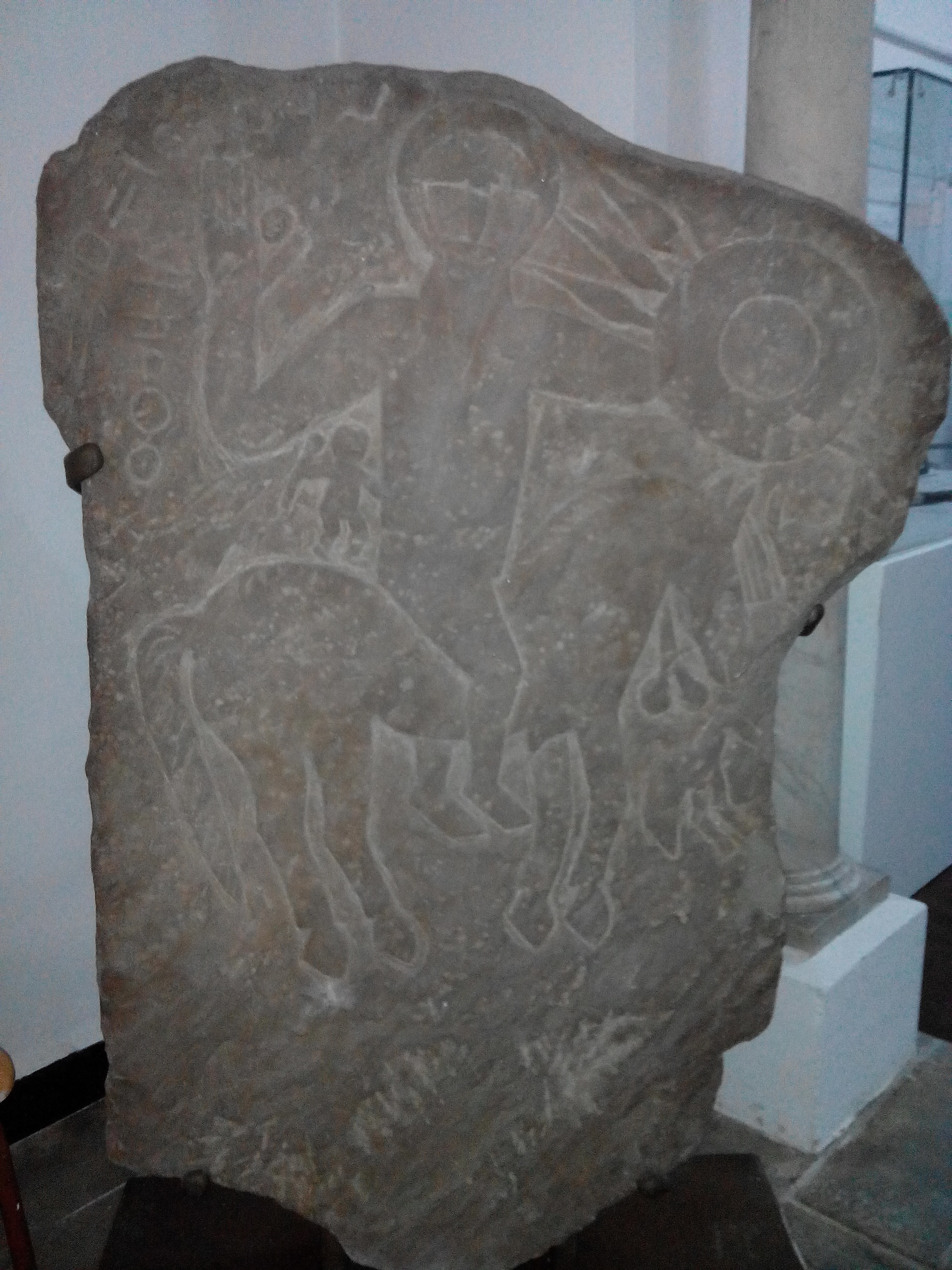
Stèle d'Abizar de la période libyque entre (IIe siècle av. J.-C. et IIIe siècle av. J.-C.)[22], découverte à Tizi ouzou en 1858
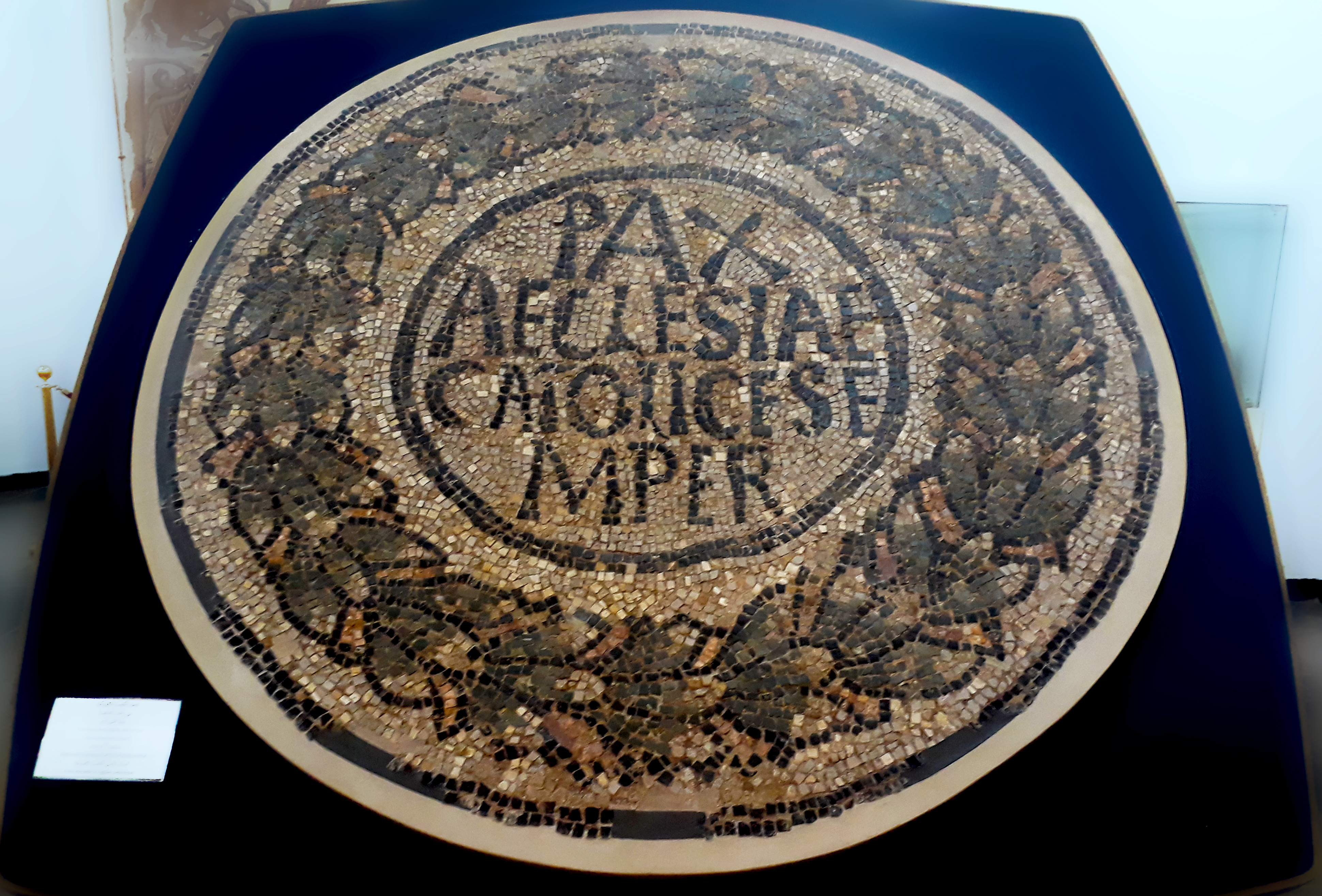
Précepte de l'église catholique avec comme inscription « Paix éternelle à l'église catholique », datée fin du IVe siècle
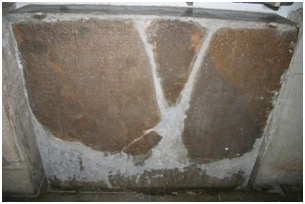
Le règlement de Lamasba, des tables de conversion appliquées à l'irrigation, découvert en 1877
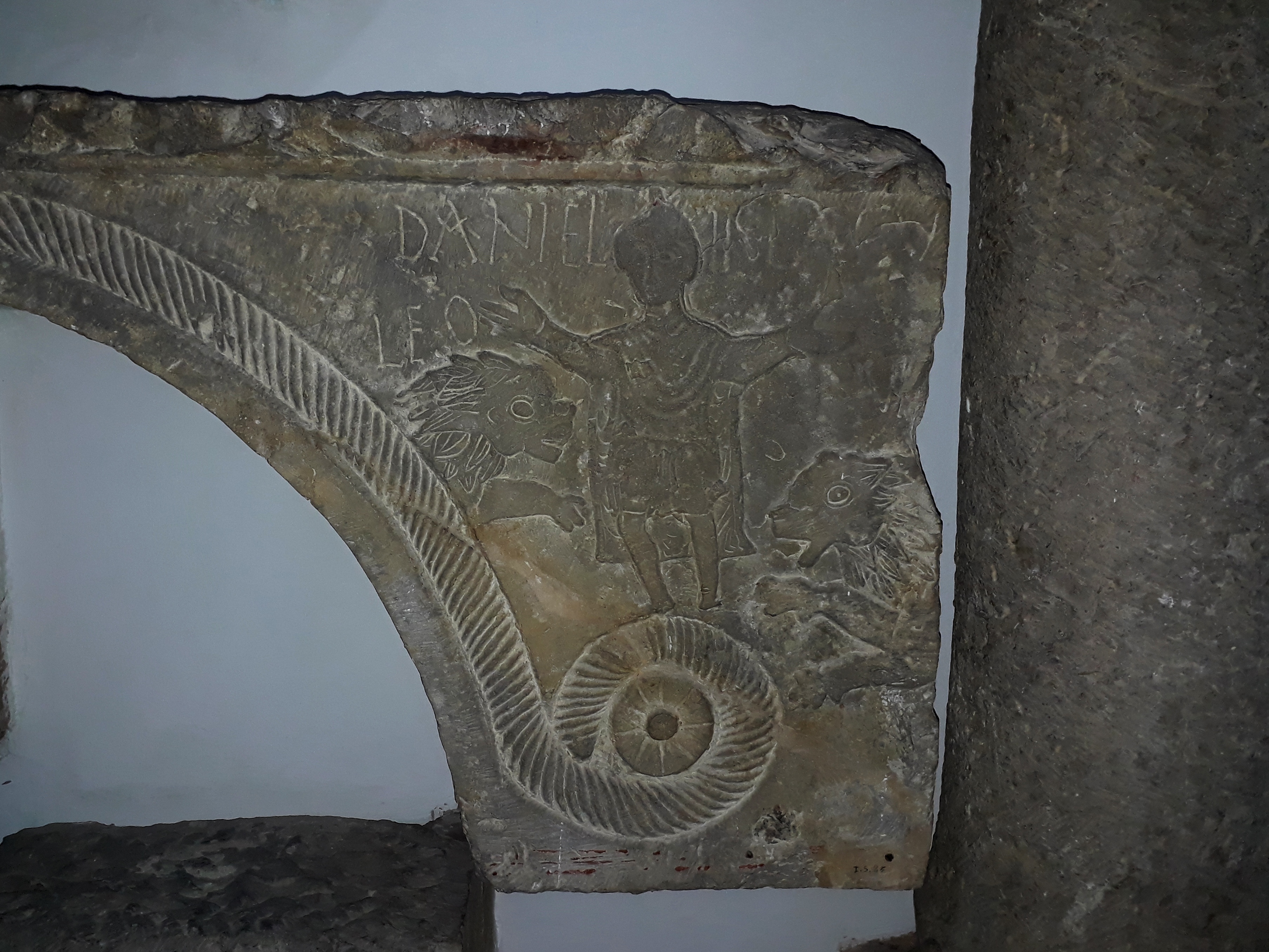
Stèle de Daniel et les lions
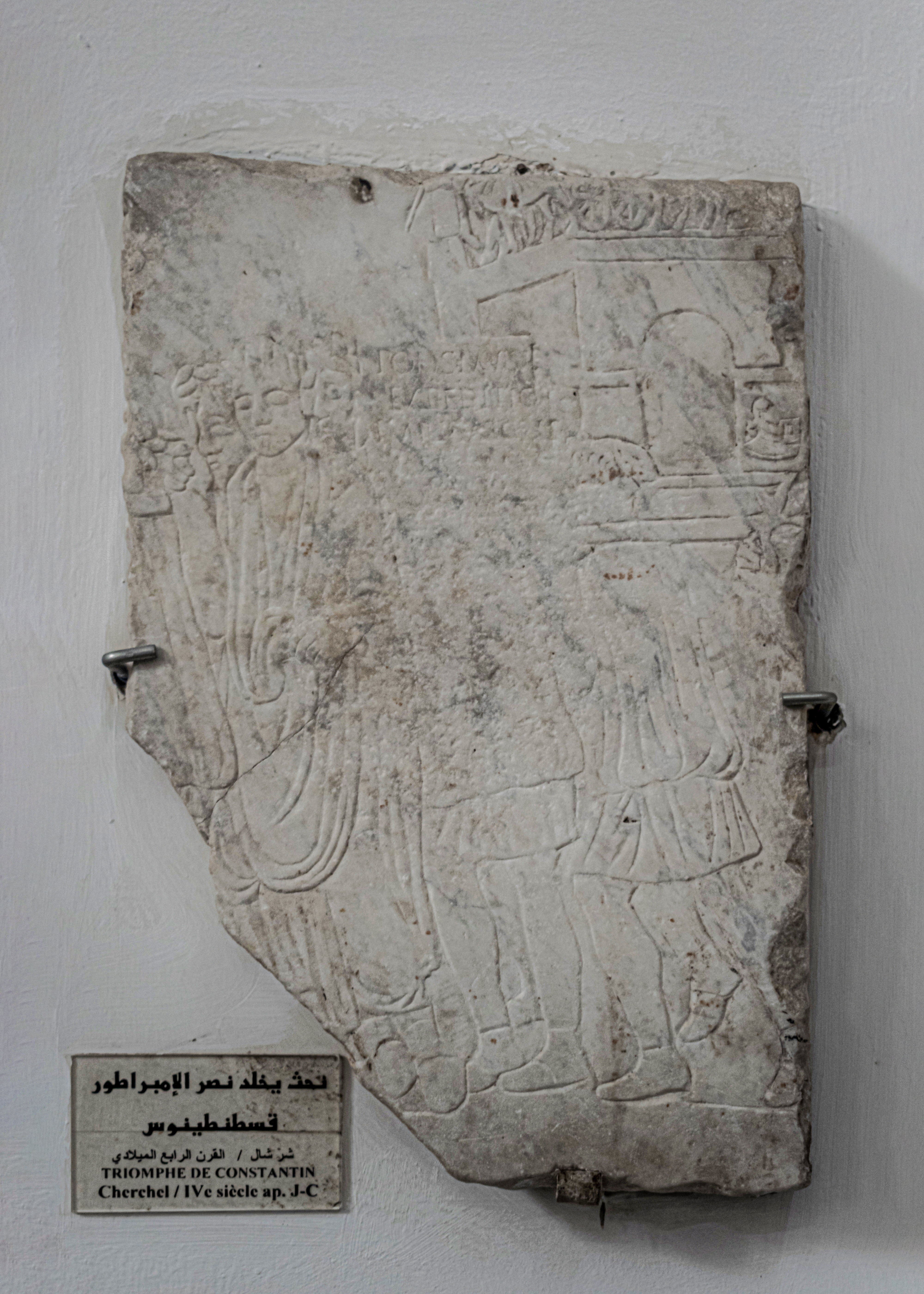
Inscription commémorative du triomphe de l'empereur Constantin Ier, datant du IVe siècle
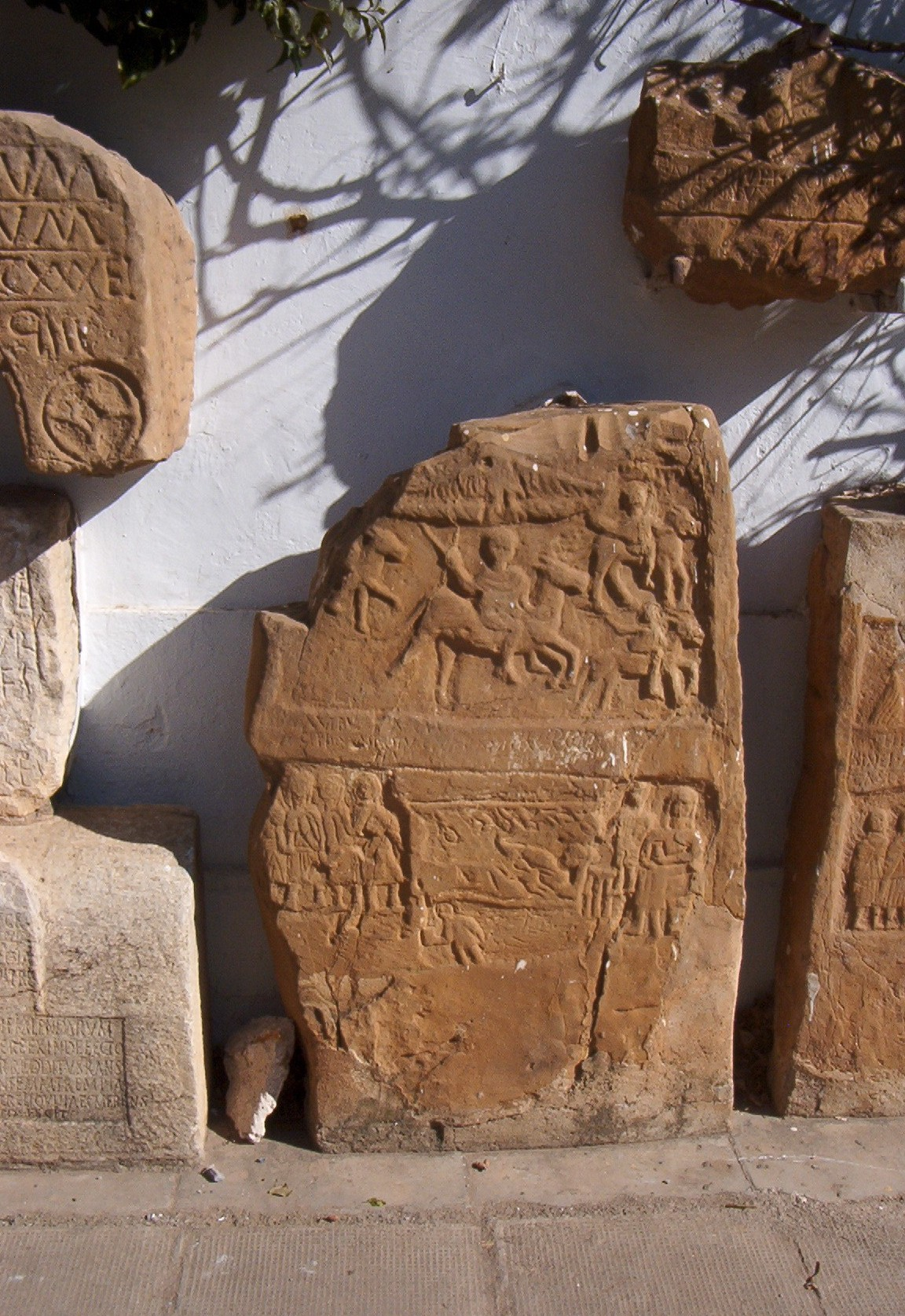
Stèles lybico-puniques
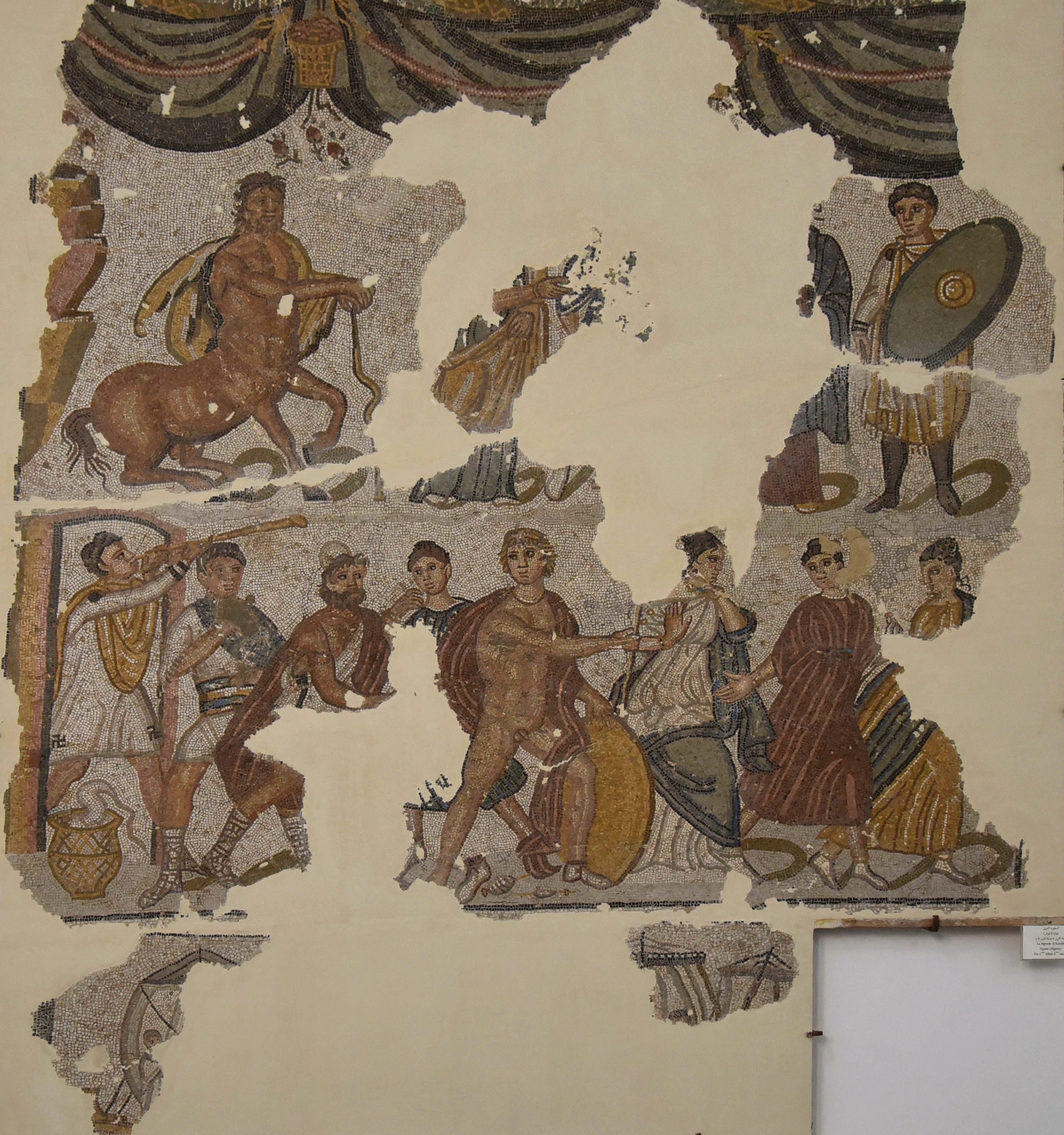
Mosaïque de Césarée de Maurétanie représentant la légende d'Achille du IVe siècle
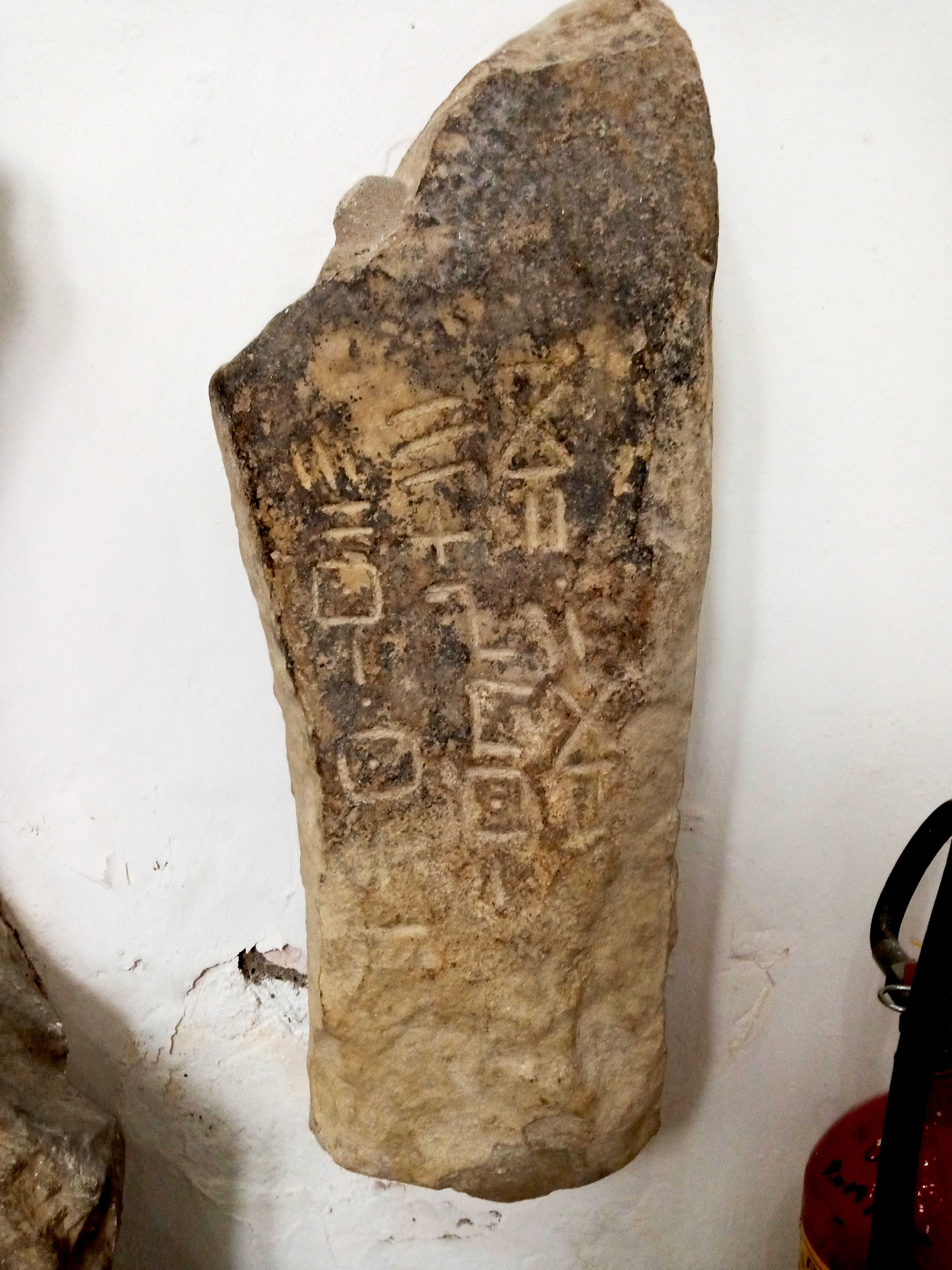
Stèle punique à inscription libyque
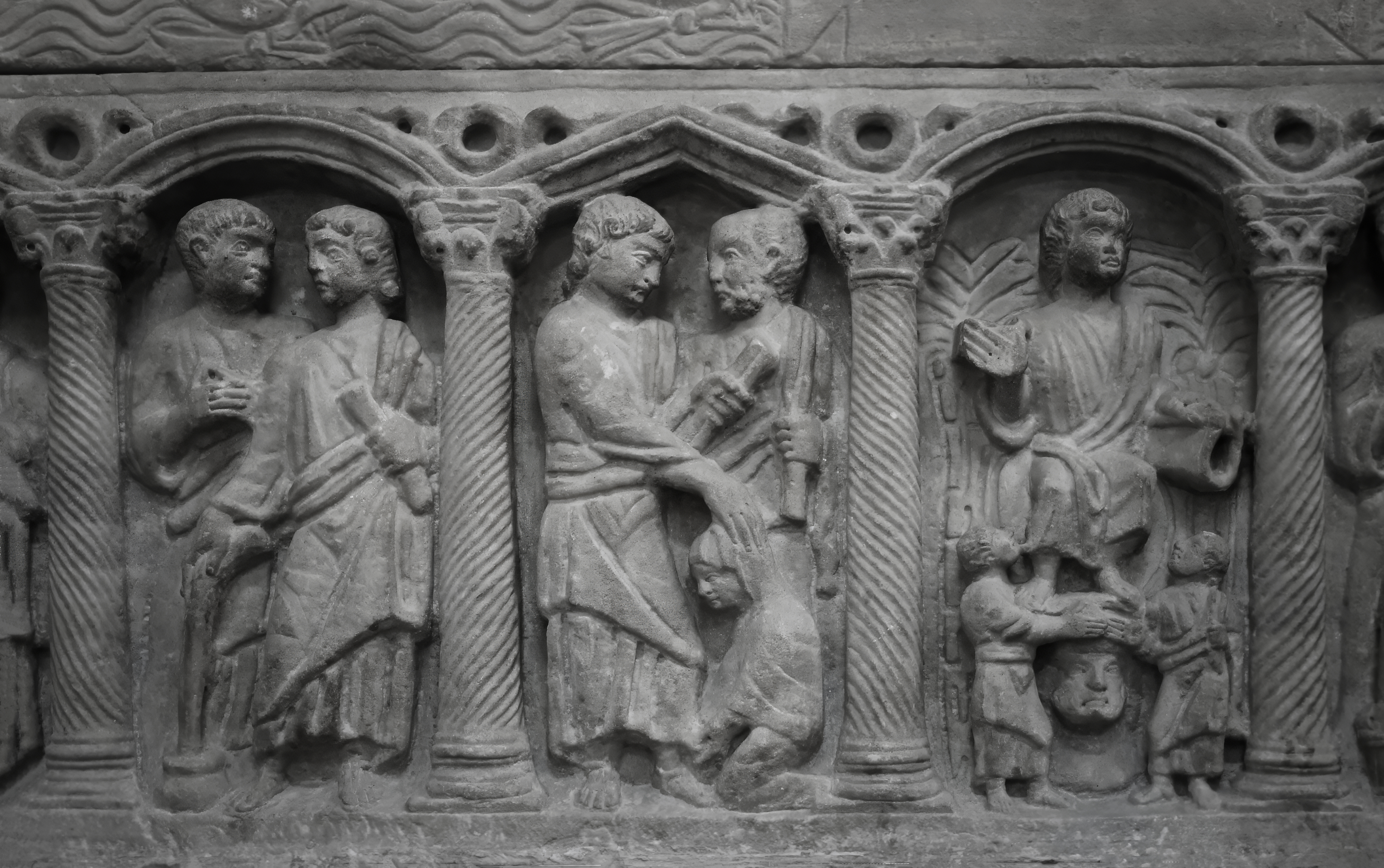
Sarcophage romain
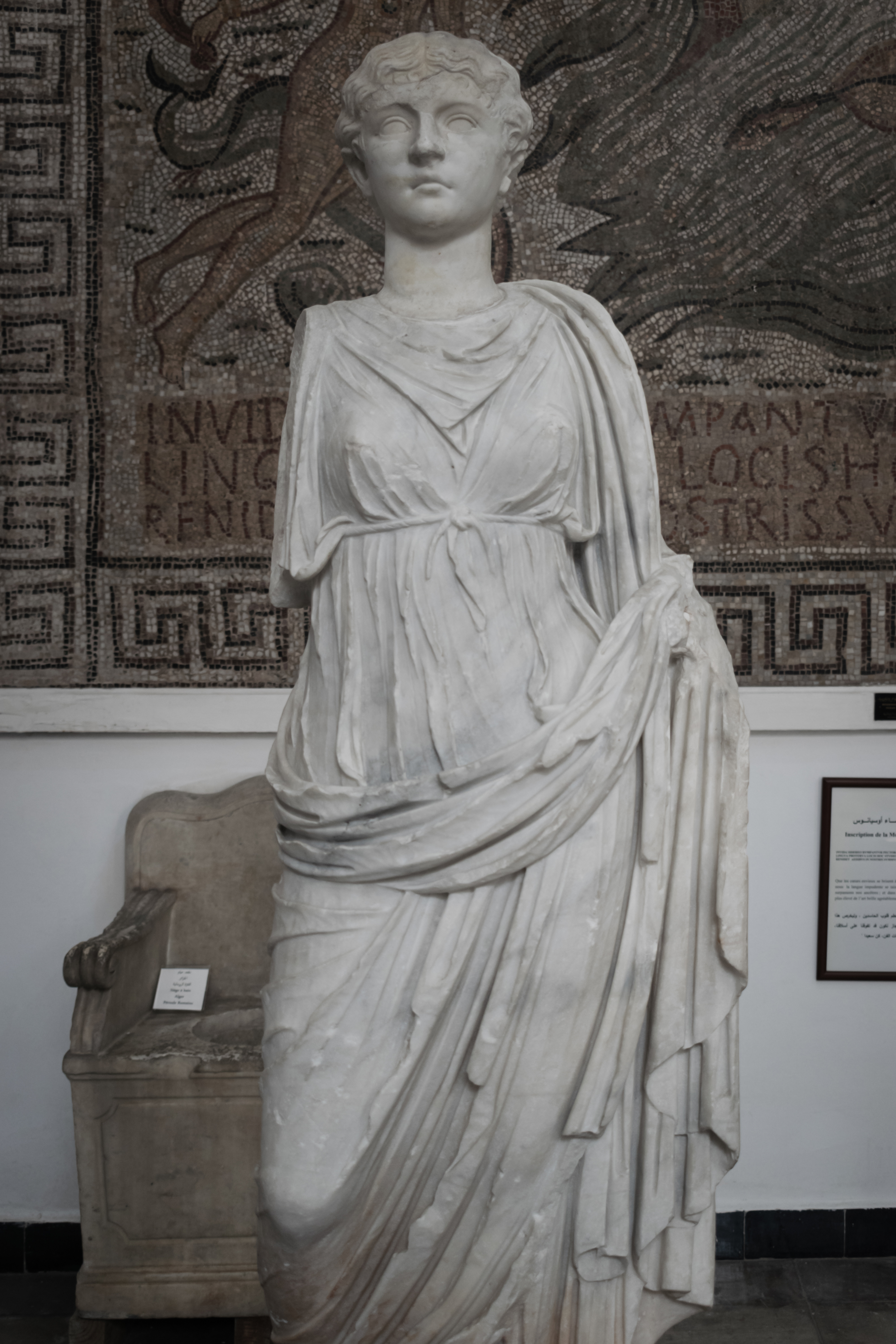
Sculpture romaine
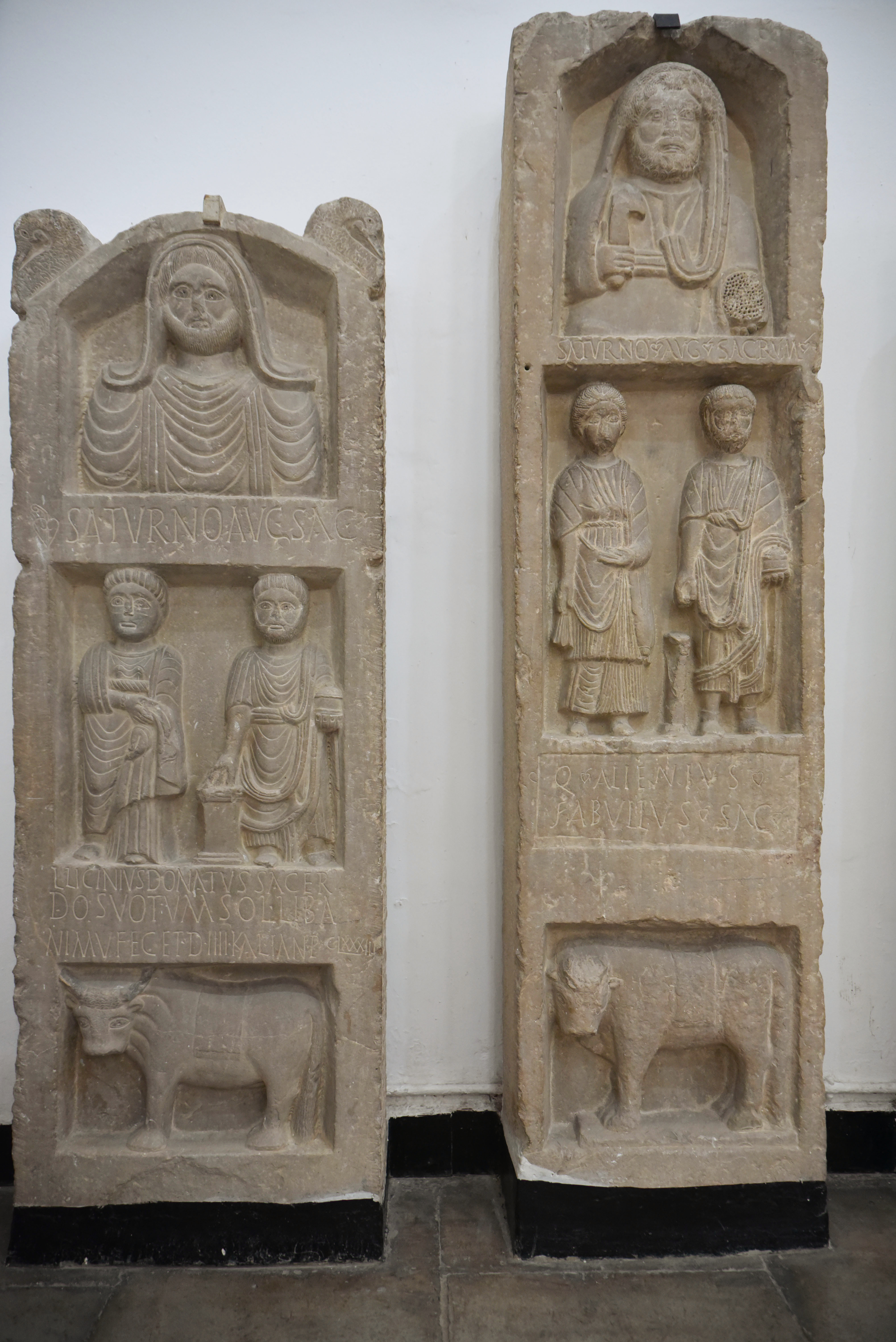
Stèles funéraires dédiées à Saturne
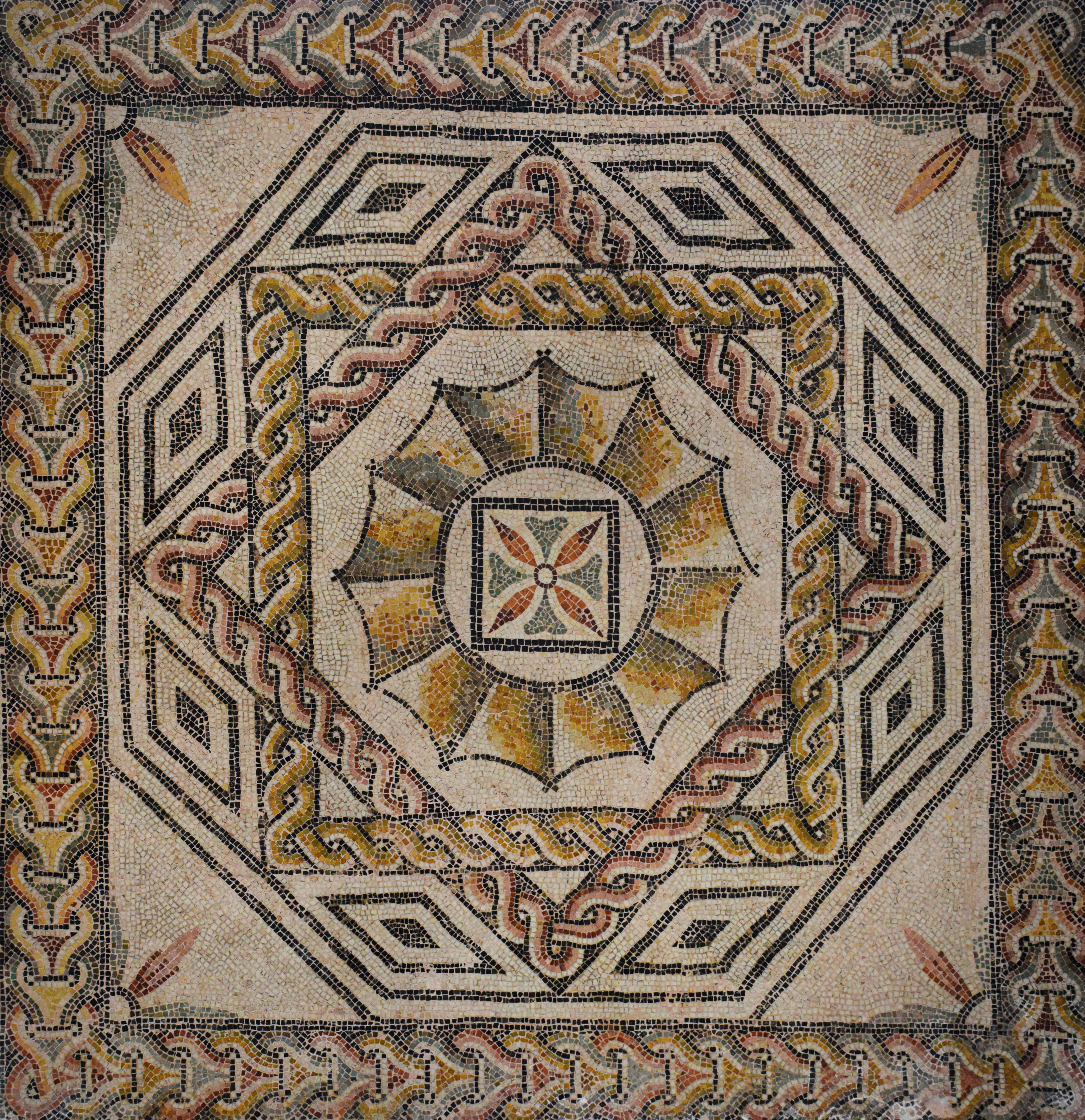
Mosaïque abstraite d'Icosium
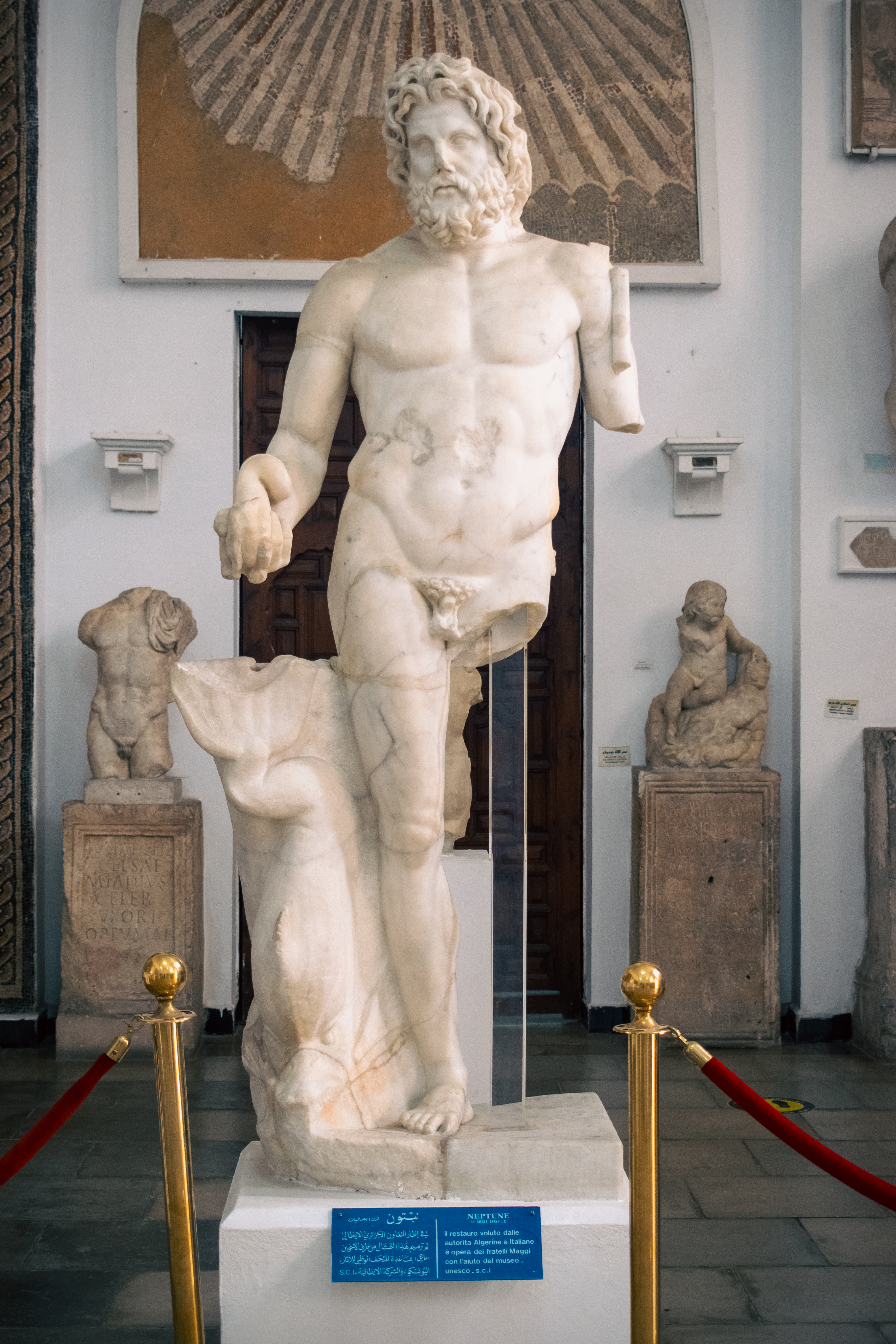
Sculpture représentant Neptune, datant du Ier siècle
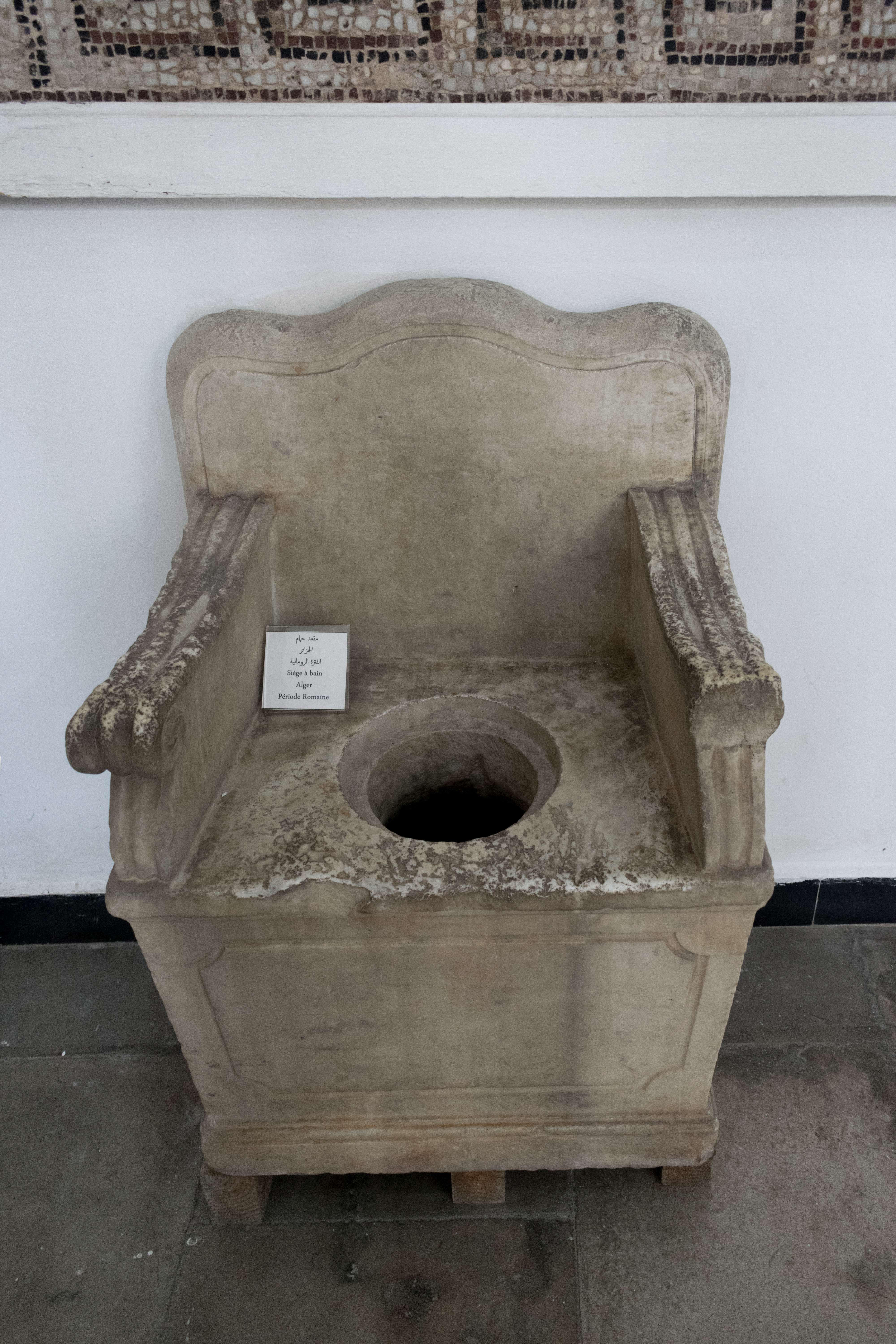
Siège de bain d'Alger, de la période romaine

## Collection d'arts musulmans
Le fonds d'art musulman du musée s'est constitué à partir de 1854 d'objets algériens et orientaux. Il s'est progressivement enrichi de pièces parvenues des fouilles archéologiques réalisées dans le pays, ou par le biais d'achats mais aussi par des dons et des legs de collectionneurs et amateurs des arts islamiques. Cette collection d'arts islamiques contient diverses créations artistiques des périodes Omeyyade, Abbasside, Rostémide et Aghlabide, Zianide, Hammadide, Almoravide, Almohade, Hafside, Mamelouk, Mérinide, Andalouse, ottomane, État d'Abdelkader jusqu'à l'époque contemporaine, et d'autres œuvres d'art provenant de civilisations, de cultures et d'époques variées.

### Archéologie islamique
L'archéologie islamique est représentée par des fragments de structures, objets et pièces produites ou traces matérielles laissées par l'Homme pendant des époques variées. La collection continent des spécimens de diverses créations artistiques.
De la Kalâa des Béni Hammad (M'sila), on y trouve un lion assis en marbre gris,, un pavage de marqueterie, un bassin en marbre gris sculpté, des lampes à l'huile à deux becs en bronze, des carreaux de revêtement mural en forme de croix et d’étoiles, une stèle funéraire de forme pyramidale à gradins surmontée d'un prisme d’Abou Abdallah ibn Khalifa, et une stèle funéraire composée de deux parallélépipèdes surmontés d'une pyramide et séparés par une rangée de perles de Mukhlef ben Othman. Toutes ces pièces sont datées de la période (XIe – XIIe siècle).
De la ville antique de Sédrata près d'Ouargla, nous trouvons un décor de niche (Mihrab) en plâtre sculpté, un fragment de frise et un fragment de décor mural,,, remontant à la période du (Xe – XIe siècle).
De Tlemcen, on y trouve une colonne avec son chapiteau en marbre onyx et une céramique colorée qui proviennent de la médersa Tachfinia édifiée au XIVe siècle, une frise de bois à inscription coufique provenant de la mosquée Sidi El Haloui (le commanditaire de la mosquée est le sultan mérinide Abu Inan Faris) du XIVe siècle, un moulage de l'encadrement de niche de la mosquée de Sidi Bellahsen de 1296 (XIIIe siècle), une mesure d'aumône (Mudd) pour la Zakât en cuivre jaune martelé au nom du souverain mérinide Abu al-Hasan ben Uthman datant de 1331 à 1348 (XIVe siècle), la couronne qui surmontait l’épi de faîtage du minaret de la Grande Mosquée de Tlemcen du (XIIIe siècle), une chaire à prêcher (minbar) de la Grande Mosquée de Nedroma qui date de 1145, soit à l'époque des Almoravides.
D'Alger, on y trouve une stèle funéraire du dey d'Alger, Hadj Ali Dey décédé en 1815 (XIXe siècle), un fragment de plat en céramique tournée à décor peint sous glaçure de couleur brune et au niveau du bord un décor géométrique de couleur verte de la période Ziride (972-1148) (Xe – XIe siècle), une stèle de Mustapha Pacha, dey d'Alger décédé en 1805 (XIXe siècle), et celle de l'eunuque Hassan Agha, lieutenant de Khayr ad-Din Barberousse et défenseur d'Alger contre Charles Quint du (XVIe siècle), deux vases trouvés en 1896 dans un ancien cimetière israélien à Bab El Oued datant du XVe siècle, dont un a une ressemblance aux vases dits «de l'Alhambra».
D'autres inscriptions religieuses et objets provenant d'Alger : une inscription qui rappelle la construction de la mosquée Sidi-Heddi (fondée par le pacha d'Alger Rais Mami), celle de la principale porte de la mosquée de Kheir-Eddin (Djama ech Chaouch) bâti par Kheir-Eddin et datée d'avril 1520 (cette mosquée était du côté de l’entrée principale du Palais de la Jénina et été fréquentée par les gens de service du palais《Chaouchs》, elle fut détruite par l'administration coloniale française en 1857), une autre inscription qui parle de l'achèvement d'une mosquée par le Dey Hadj Chabane datée (octobre 1693), et celle qui était sur la principale entrée de la mosquée Ketchaoua, est datée (1794-1795), et une autre provenant du palais de la Jénina datant du XVIe siècle, une plaque commémorative qui date de 1795 et la grande porte de la mosquée Sidi Abderrahmane, chaire à prêcher (Minbar) de Djamaâ el Kebir qui date de 1097,soit à l'époque des Almoravides.
On y trouve aussi, des fragments en stuc à inscription coufique de Baghaï à (Khenchela) datant de la période (Xe – XIe siècle), un tympan de porte en bois à décor floral et inscription mentionnant la fondation d'un oratoire par 《Yahia Ben Mahdjouba》 en 1594 provenant de la Zaouïa Ben Mahdjouba (Constantine), un écoinçon d'arc en marbre gris sculpté et décoré du XIIe siècle provenant de (Béjaïa), des fragments d'étalon de poids (Mithqal) en pâte de verre teintée et moulée découvert à Boukhadra à (Tébessa) datant de 745 et qui est au nom du gouverneur Abd al-Rahman ibn Habib al-Fihri qui gouverna le Maghreb entre 747 et 755, une stèle funéraire de la période Ziride datant du XIe siècle qui provient d'Achir à ((Médéa)), une inscription sur marbre à caractères orientaux en relief, qui provient de la grande mosquée de Médéa construite en 1715.

### Algérie ottomane (Régence d'Alger)
L'Algérie de l'époque ottomane expose ses manuscrits, enluminures et miniatures, céramiques et faïences, cuivres et bronzes, bois et mobiliers, tapisseries et textiles, broderies, coiffes brodées au fil de soie, tissages, vêtements, rideaux, écharpes, ceintures brodées de fil d'or et d'argent et couvertes de paillettes, armurerie (sabres et fusils), bijouterie citadine, coffres en bois peint, des enveloppes de soie ou de velours brodées d'or et d'argent, des porte-Coran en bois, des encriers, des aiguières, des vases, des miroirs décorés, des aspersoirs, des confituriers…
On y trouve par exemple de cette époque des productions (plats, albarelles, chopes, coupes, pichets, bouteilles, bols, carreaux de revêtement…) en céramique d'Iznik à des coloris et décors très variés (animaux, oiseaux, fleurs ou bateaux) datant du XVIe au XVIIIe siècle,, des œufs de suspension en céramique de forme ovoïde avec décorations fabriqués à Sivas et Kütahya datant du XVIIIe siècle, des fragments de faïence fabriquées à Rhodes du XVIIIe siècle, un abat-jour produit en Bohême datant du XVIIIe siècle, une tasse (Fincan) et porte-tasse (Zarf (en)) pour café à décor architectonique et floral en cuivre doré de Turquie du (XVIIIe – XIXe siècle), une commode décorée de peintures et d'application de tapisserie dorée du XVIIIe siècle, des tissus en soie brodée provenant de Bursa datant du XVIIIe siècle, des tapis d'Hereke datant du XIXe siècle.
Dans la collection armurerie, on y trouve un sabre avec fourreau yatagan avec inscription « Macha allah » de Turquie daté de 1824, un pistolet poignard en argent gravé et incrusté de corail datant du XVIIIe siècle.
Beaucoup d'objets proviennent d'Alger de la période ottomane. On y trouve une boîte à café en forme de mausolée à coupole avec deux inscriptions cursives « Fait par Ali pacha » et « Commanditaire et propriétaire Salonique Ali Agha », fabriquée à Alger et datant de 1758, un flacon à khôl (m’kihla) en argent coulé, martelé et ciselé provenant d’Alger datant de 1594, une lampe à huile (Qindil) en bronze coulé qui aurait appartenu à un des Deys d'Alger, une écuelle (settla ou tassa) en cuivre avec une inscription en caractères cursifs précise que cette pièce est un habous (legs pieux) à Alger au profit de Sidi Abderrahman et-Thaâlibi.
On y trouve également une gamelle (m’raq) en cuivre rouge d'Alger, un brûle-parfum (mabkhara (en)) en argent et corail incrusté provenant d'Alger, un guéridon (Skimbla) en bois découpé, ajouré, peint et décoré avec des carreaux de faïences fabriquée à Alger et mentionnant le nom de l'artisan « Ibn Hadj-la-B'lade », un grand plateau (S'ni) en cuivre rouge daté de 1743 et signé de son propriétaire 《El-Hadj Ibrahim Zitouna》, une coiffe (sarma) en argent du XVIIIe siècle, un plat avec couvercle (tepsi achawet) en cuivre rouge fait par 《Mahmoud Ben Keddour El Fadhil》, un moulin à café (r'hiwa) en laiton ciselé du XIXe siècle, un aspersoir (m'rach) à eau de rose en argent filigrané du XVIIIe siècle, une aiguière (ibrik (en)) en cuivre pour la café ou le thé du XVIIe siècle, un grand vase de bain (mahbès) en cuivre du XVIIe siècle, un mortier et pilon (mehras) en cuivre doré pour broyer les épices du XVIIe siècle, un berceau (douh) en bois du XVIIIe siècle, une petite table basse (maïda) ornée de peintures du XVIIIe siècle, une étagère (merdfa) peinte du XVIIe siècle, des marques de gâteau (tabaâ) de différentes formes et décorations des XVIIe et XVIIIe siècles, un tabouret (koursi) à six pans du XVIIe siècle, un miroir (meraya) de forme ronde avec manche recouvert de nacre gravé du XVIIIe siècle, un bijou en forme de mains (khamsa) en argent et portant le poinçon d'un certain 《Amin d'Alger》 de 1750.
L'œuvre la plus remarquable de cette section est une monumentale porte en bois sculpté au style baroco-oriental provenant de la mosquée Ketchaoua et attribuée à Ahmed Ben Lablatchi (amin de la corporation des menuisiers) et datant du XVIIIe siècle.

### Art traditionnel algérien
Les éléments classiques représentatifs de l'art traditionnel algérien sont présents dans le musée, tels que des bijoux, des broderies, des tapis, des objets et pièces en cuir, le travail du bois, la dinanderie et la vannerie.
Des bijoux kabyles, chaouis, algérois, constantinois et tlemceniens. On y trouve par exemple des boucles d’oreilles (M’nagueches) en argent, perles baroque et diamants d'Alger du XIXe siècle, des fibules (Ibzim) en argent plaqué d’émail et incrusté de corail de la Kabylie du XIXe siècle, paire de pendants temporaux en argent des Aurès du XVIIIe siècle.
Des armes, des poteries, des coffres en bois sculpté, des vêtements, des tissages, des tapis de Nemencha et Harakta, de la Kabylie, du Mzab, de djebel Amour et de Hammam Guergour datant du XIXe siècle, des tissages d'El Menia, de Naâma et de Bou Saâda. On y trouve par exemple une tapisserie à décor géométrique (Akhlal) de la région Soummam dans la petite Kabylie, des broderies comme la Bniqa et la Tanchifa d'Alger du XIXe siècle, un tissage (Haïk) de la région de Djebala à El Milia du XIXe siècle, un Caftan algérien en velours brodé sur l'avant et sur les manches, un rideau de porte à décor de bulbes fleuronnés provenant d'Alger du XVIIIe siècle, un sabre Flissa de la Kabylie du XVIIe siècle, une épée Takuba de l’Ahaggar, une natte d'alfa (H'sira) broché de laine de Beni Snous (Tlemcen) datant du XVIIe siècle, une devanture en bois d'une boutique de barbier d'Alger du XVIIe siècle.
On y trouve aussi une partie d'un escalier en bois d'un minbar exécutée et décorée par le peintre et talentueux ébéniste Omar Bensmaïa (ayant illustré le livre de Octave Depont et Xavier Coppolani, Les confréries religieuses musulmanes, Jourdan, 1897, 576 pages).

### De l'Orient et d'ailleurs
On y trouve des fragments de la boiserie du minbar de la grande mosquée de Kairouan (Tunis) du Xe siècle, des fragments de faïence provenant du vestige archéologique Madinat al-Zahra près de Cordoue (Al-Andalus) du Xe siècle, un fragment de vasque en marbre blanc sculpté de l'époque du royaume de Taifas (Al-Andalus) du XIe siècle, des fragments de frise et de voussure ainsi qu'un fragment d'une corniche en bois provenant du palais du Bardo (Tunis) du XVIIe siècle, une coupe lustrée à décor de Pardalot fabriquée à Valence en Espagne du XVIIe siècle, des plats hispano-mauresque à décor de lustre métallique du XVIIe siècle, un fauteuil espagnol du XVIIe siècle, un miroir dans un cadre sculpté et doré de Venise en Italie du XVIIe siècle, deux petits panneaux provenant de la chaire de la Médersa Bou Inania de Fès au Maroc du XIVe siècle, et trois inscriptions sur bois provenant de la Mosquée Al-Azhar en Égypte au nom des sultans mamlouk, Baybars du XIIIe siècle, Qânsûh du XVe siècle et le dernier des grands sultans mamelouks Barsbay du XVe siècle. On y trouve aussi, une mosaïque à décor géométrique provenant de Dar El Bey à Tunis datant du XVIIIe siècle, des carreaux de faïence provenant de Malaga, Valence et Tolède (Espagne) du XVIe siècle, des plaques murales et vases dits Faïence de Delft du XVIIe siècle, de la verrerie du XVIIIe siècle qui provient de Venise et Bohême, des tissus de soie de Bursa des XVIIe et XVIIIe siècles.
L'art safavide et l'art iranien sont présents dans les salles du musée couvrant la période du XIe au XXe siècle, où on trouve des tapis persan d'Ispahan et Qom datant des XVIe et XVIIe siècles, un plateau en cuivre gravé, des bouteilles et vases décorés, une gourde en cuivre gravé, un miroir portant deux sphinx adossés, des chandeliers à décor épigraphique et floral, un seau de bain en cuivre jaune, des carreaux de faïence du XVIe siècle, une coupe en céramique décorée et des assiettes en céramique de Kashan du XIIe siècle, un bol décoré à glaçure plombifère du XVIIe siècle, une écritoire en céramique du XVIIIe siècle, un pot de confiture à glaçure plombifère datant du XVIIIe siècle, un étendard en forme de long pennon avec application de draps de couleurs découpés représentant des arbres et des fleurs datant XVIe siècle, un soufflet couvert d'une applique de cuivre repoussé datant du XVIIe siècle.
Des objets d'art marocains, tunisiens et moyen-orientaux (égyptiens et syriens principalement) complètent la collection. On y trouve des lins brodés d’inscriptions religieuses de Bagdad (des lins brodés au nom du calife abbasside Al-Muqtadir et son fils Al-Muttaqi) du Xe siècle, et d'autres provenant du Yémen, des lampes en verre d’époque mamelouk d'Égypte, des céramiques de Fès des XVIIe et XVIIIe siècles, une armoire à une porte décorée du Maroc (du XVIIIe siècle), des faïences de Nabeul datant des XVIIe et XVIIIe siècles, des tapis de Kairouan et Rabat, des meubles incrustés de nacre de la Tunisie, des bronzes, cuivres et faïences de Damas datant des XVIIe et XVIIIe siècles, une paire de sabot incrusté de nacre de Syrie du XVIIIe siècle.

### Manuscrits
On y trouve un Coran datant de 1601 et déposé à la grande mosquée d'Alger en 1728, et des manuscrits anciens tels que le deuxième volume de Charh El khalil de Khalil ibn Ishaq al-Jondi, Maqamat Badi' az-Zaman de Badî' al-Zamân al-Hamadhânî et Charh El Hamziyya de l’imam al-Busîrî, par Abou El-abbas Ahmed Al-Tijani.

Quelques pièces exposées dans la section des arts islamiques
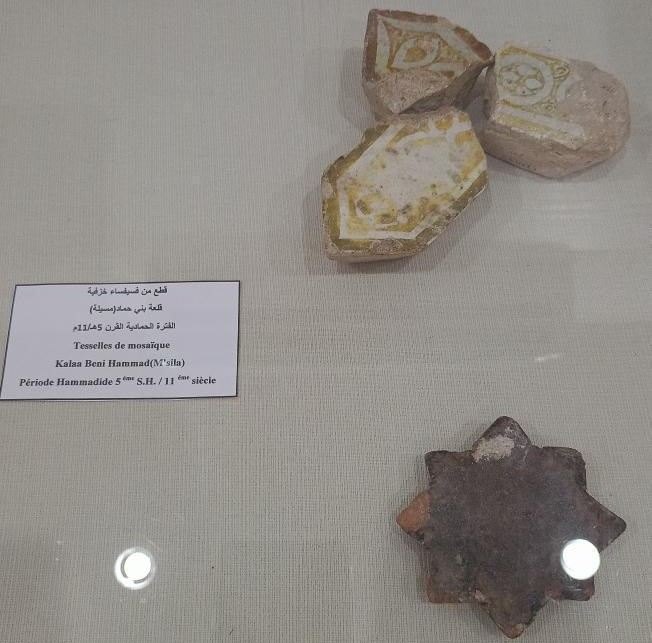
Fragments de Zellige de la Kalâa des Béni Hammad du XIe siècle
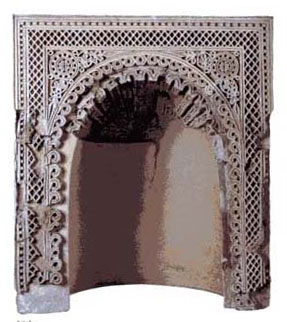
Décor de niche (Mihrab) en plâtre sculpté de Sédrata
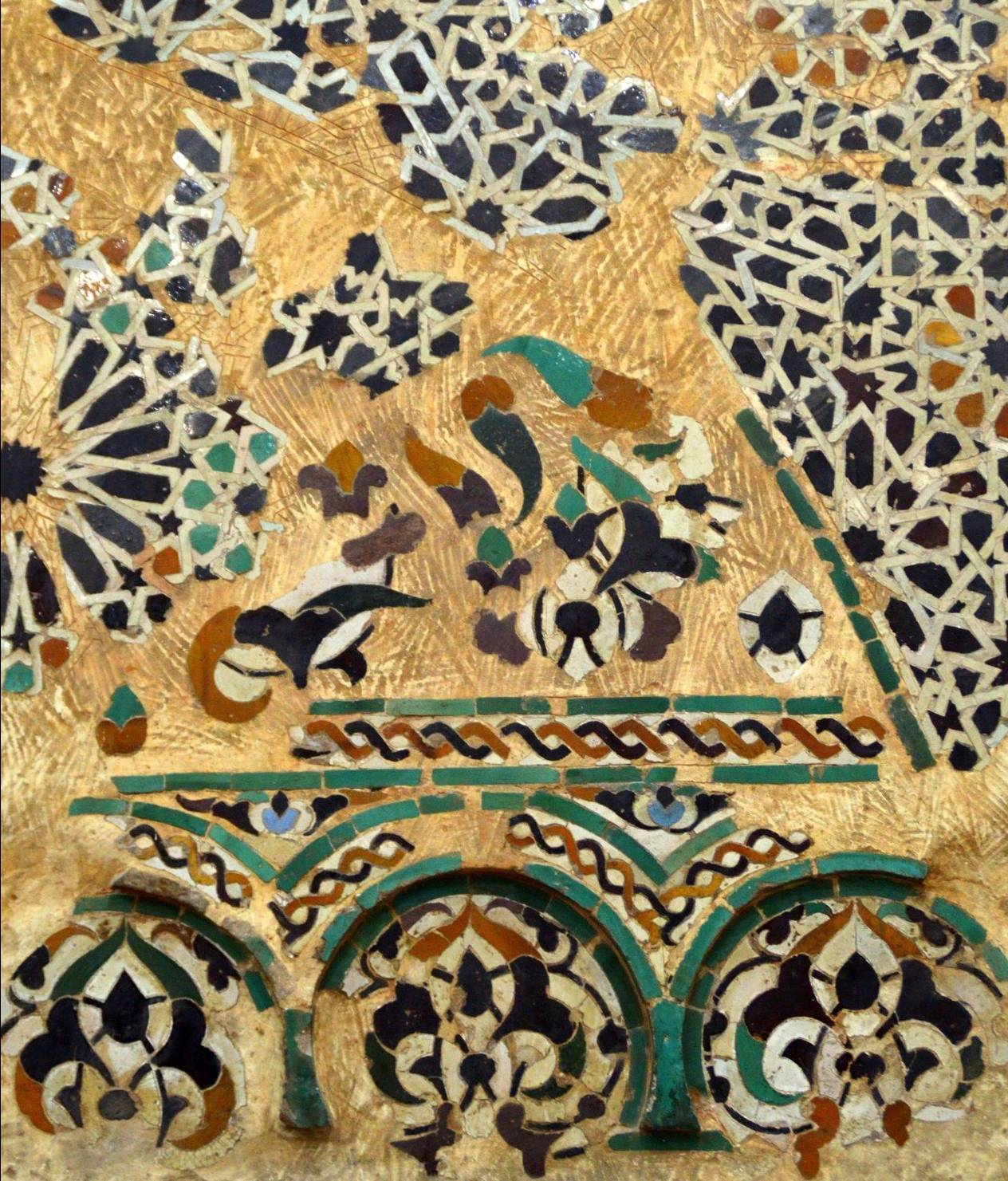
Zellige de la médersa Tachfinia édifiée au XIVe siècle
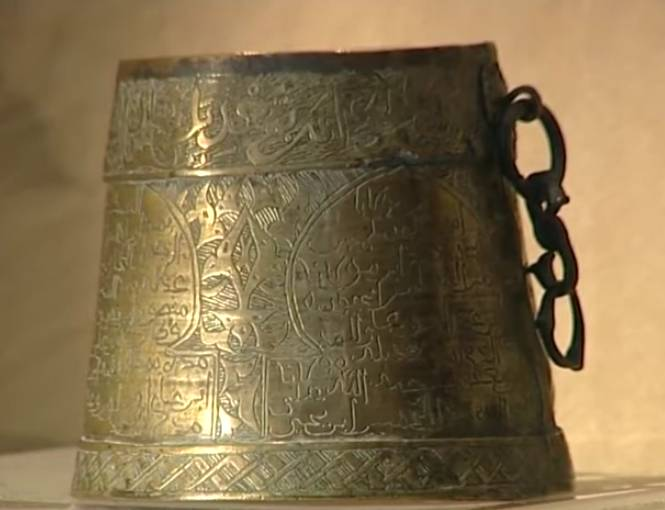
Une mesure d'aumône Mudd pour la Zakât en cuivre jaune martelé au nom du souverain mérinide Abu al-Hasan ben Uthman datant de 1331 à 1348 XIVe siècle
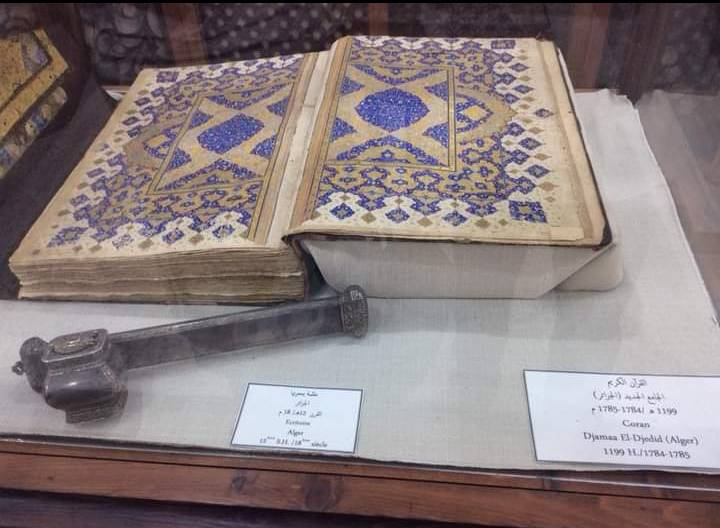
Coran datant de 1601, de Djamaâ el Kebir d'Alger
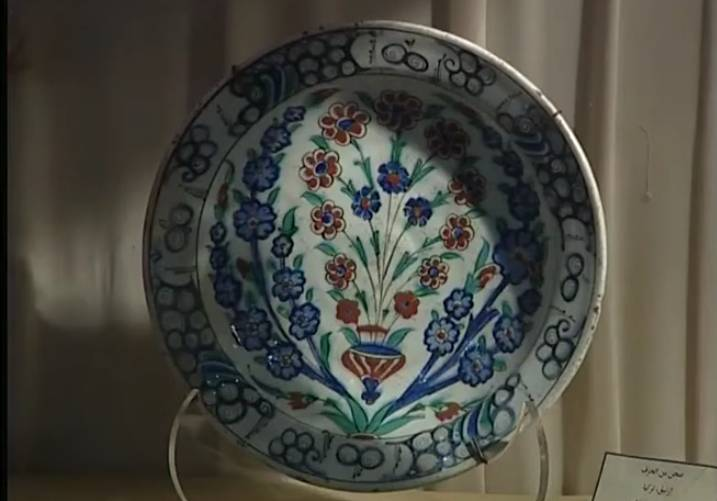
Plat en céramique à décor floral d'Iznik en Turquie datant du XVIIe siècle
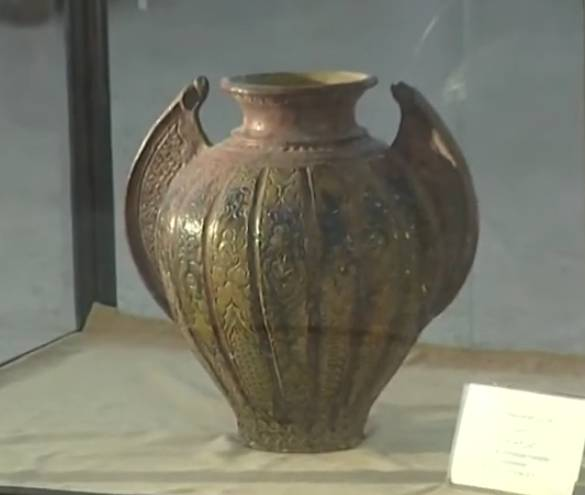
Vase trouvé au cimetière israélien de Bab El Oued datant du XVe siècle
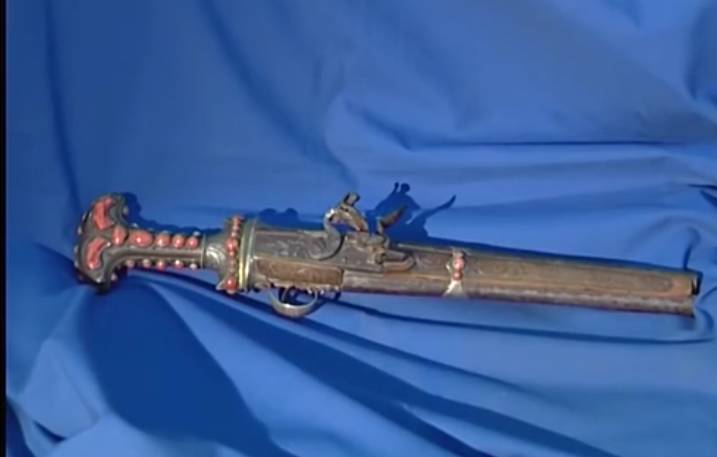
Un pistolet poignard en argent gravé et incrusté de corail datant du XVIIIe siècle
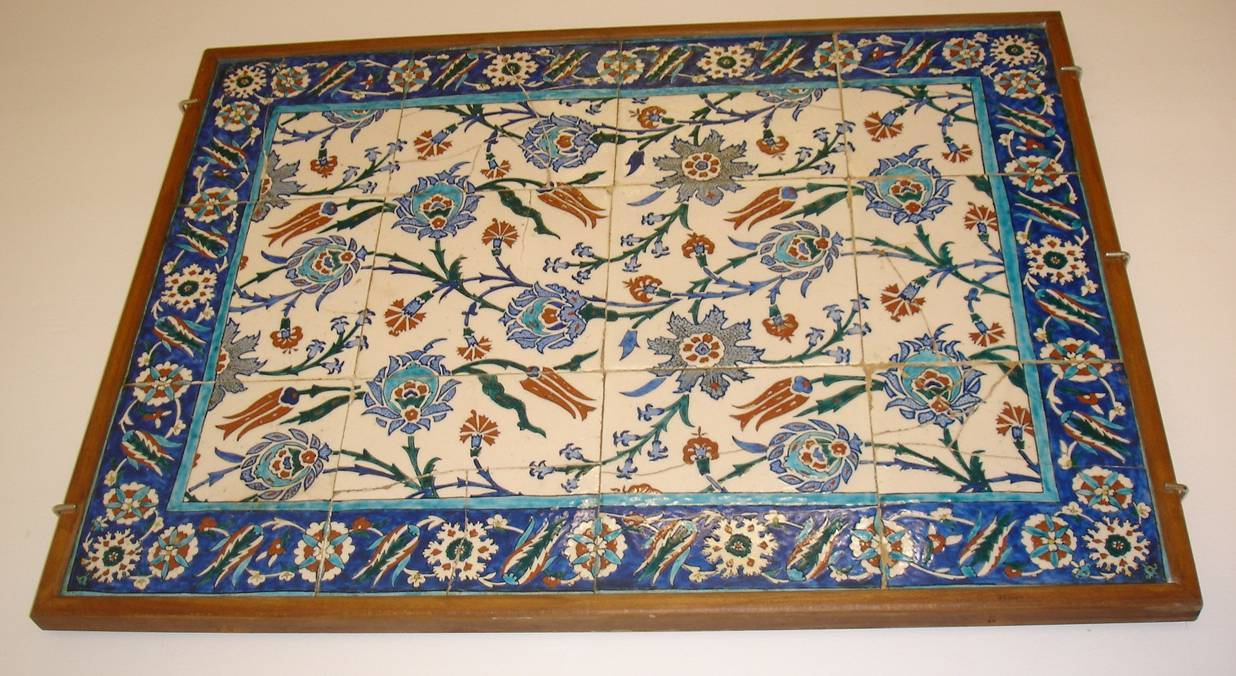
Carreaux de céramique murale à décor floral de couleur polychrome, Turquie, XVIIe siècle
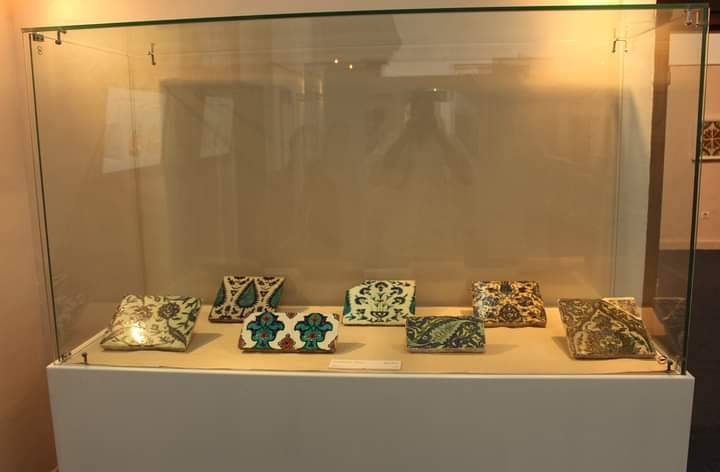
Carreaux de céramique et faïences
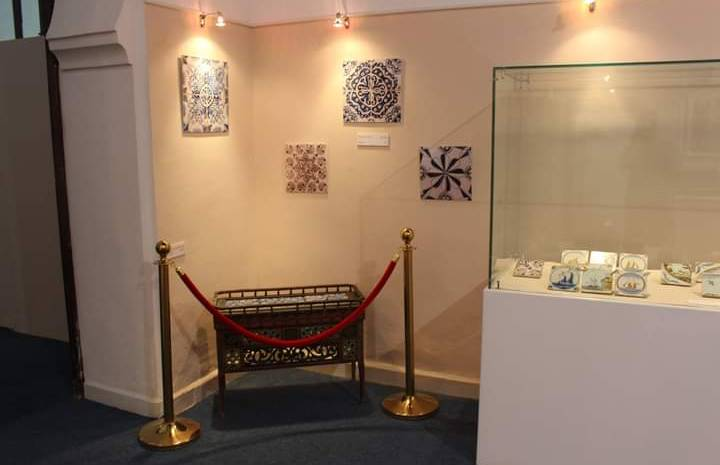
Carreaux de céramique et faïences
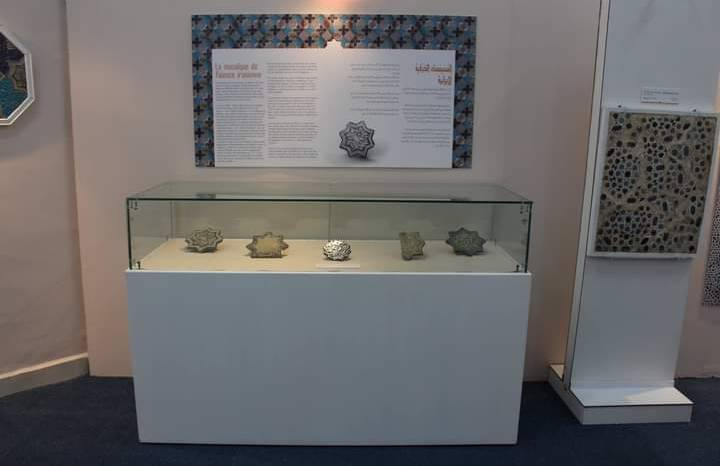
Carreaux de céramique et faïences exposés au musée
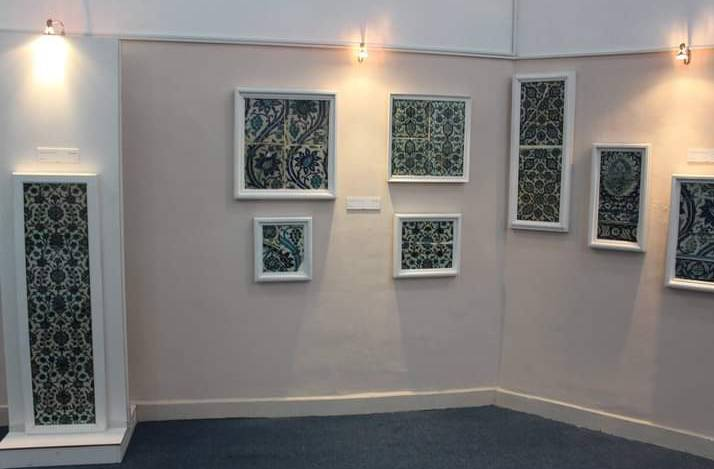
Carreaux de céramique et faïences
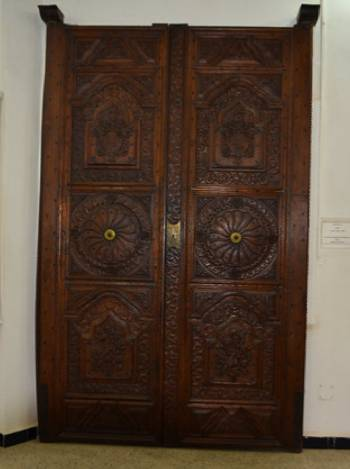
La monumentale porte de la mosquée Ketchaoua datant du XVIIIe siècle
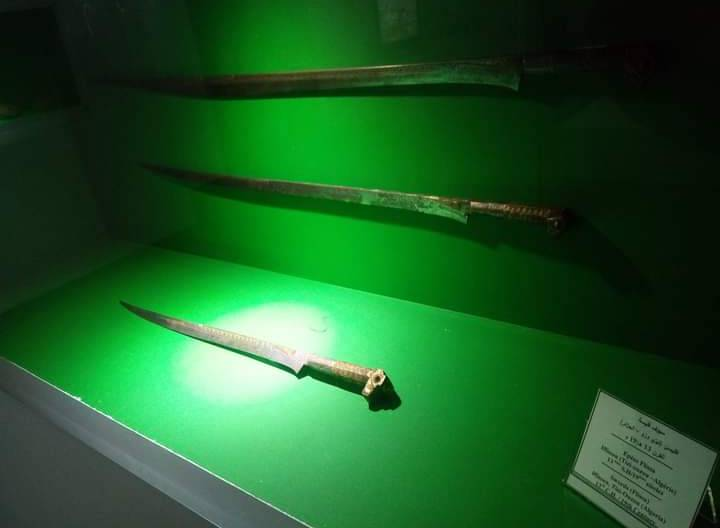
Sabre traditionnel Flissa
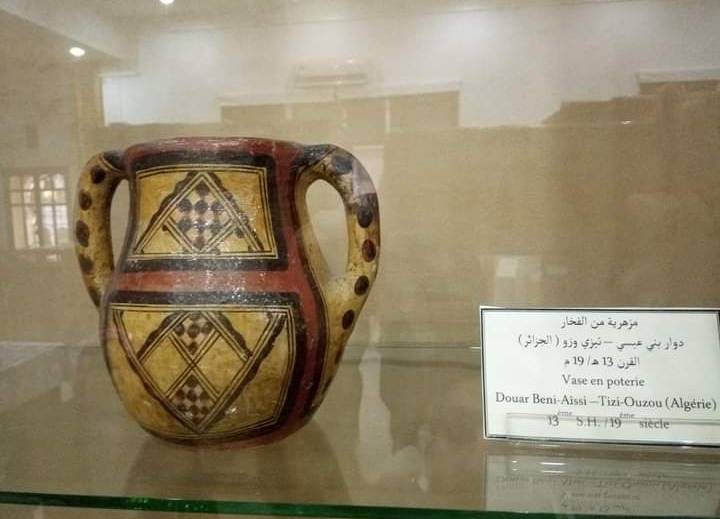
Vase en poterie, de Beni Aïssi à Tizi ouzou du XIXe siècle
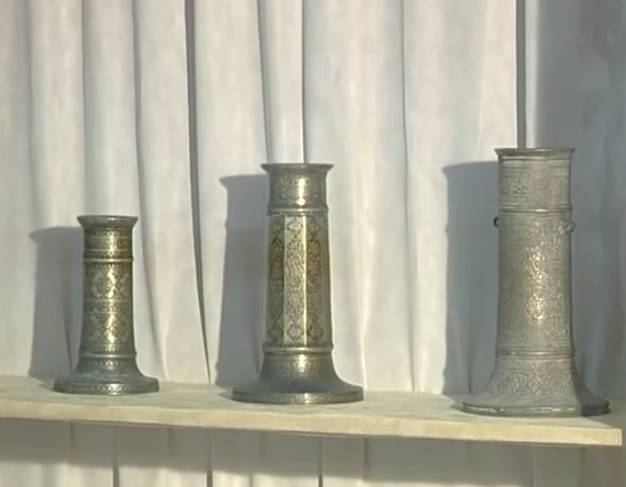
Des chandeliers à décor épigraphique et floral gravé et incrusté d'Iran
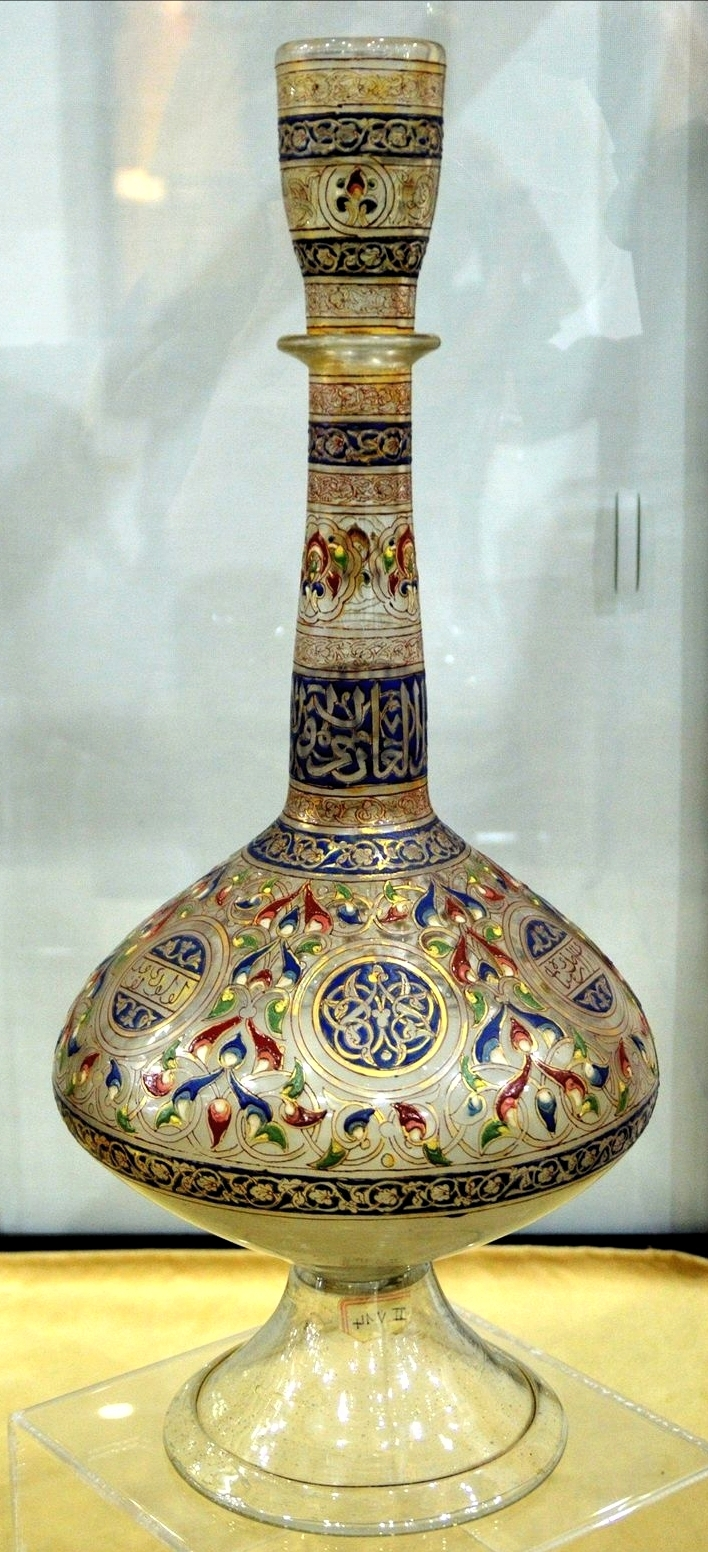
Bouteille verre émaillé et soufflé, Égypte, XVIIIe siècle
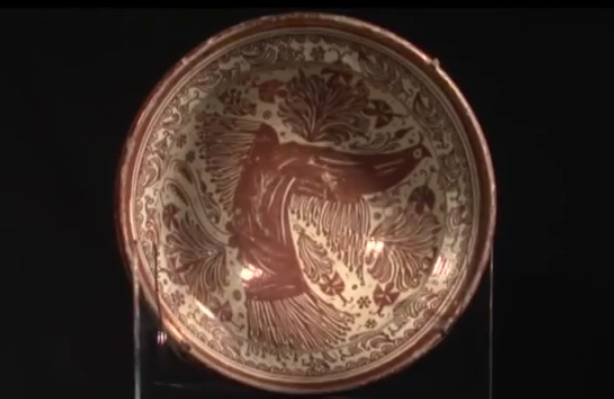
Une coupe lustrée à décor de Pardalot fabriquée à Valence en Espagne du XVIIe siècle
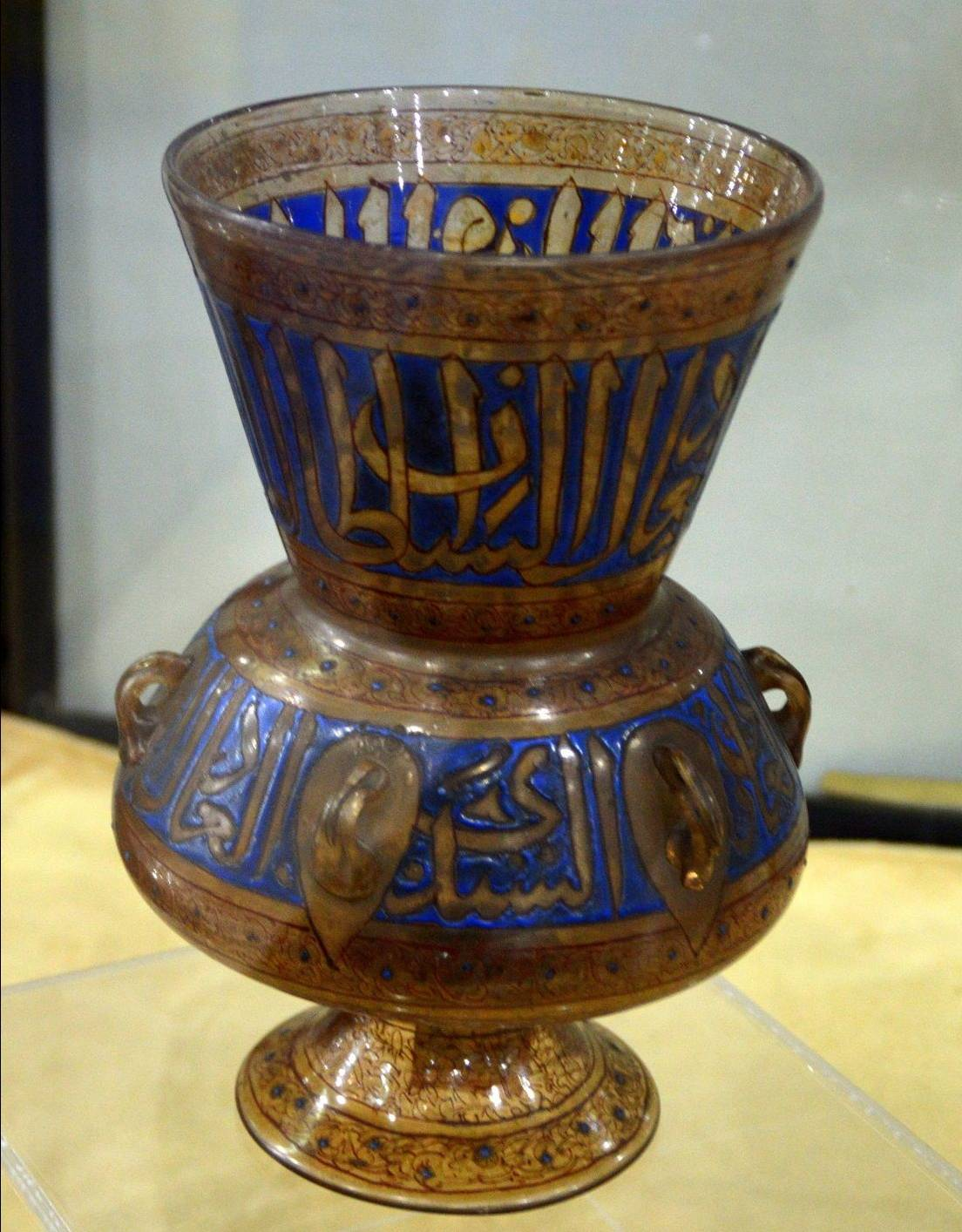
Lampe de mosquée dorée et verre émaillé, période mamelouk, Égypte
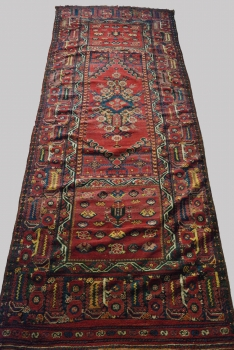
Tapis de Guergour (Sétif) du XIXe siècle exposé au Musée (Numéro d'inventaire:II.T.96)
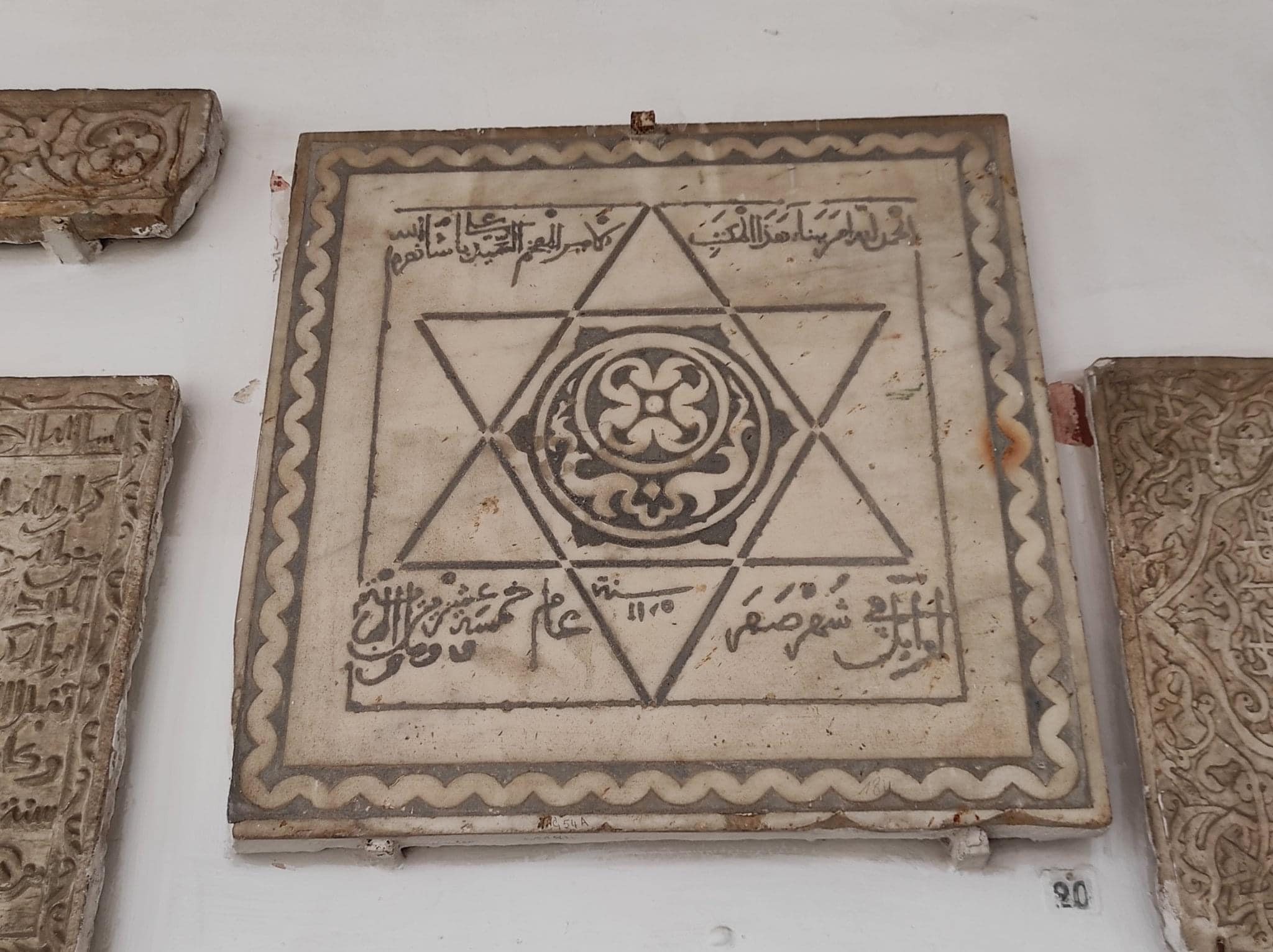
Inscription commémorative pour la construction d'une école par le Dey Baba Ali chaouch
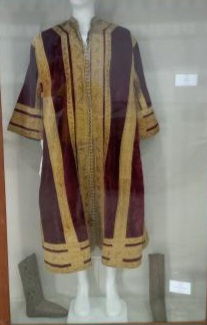
Caftan algérien masculin du XIXe siècle
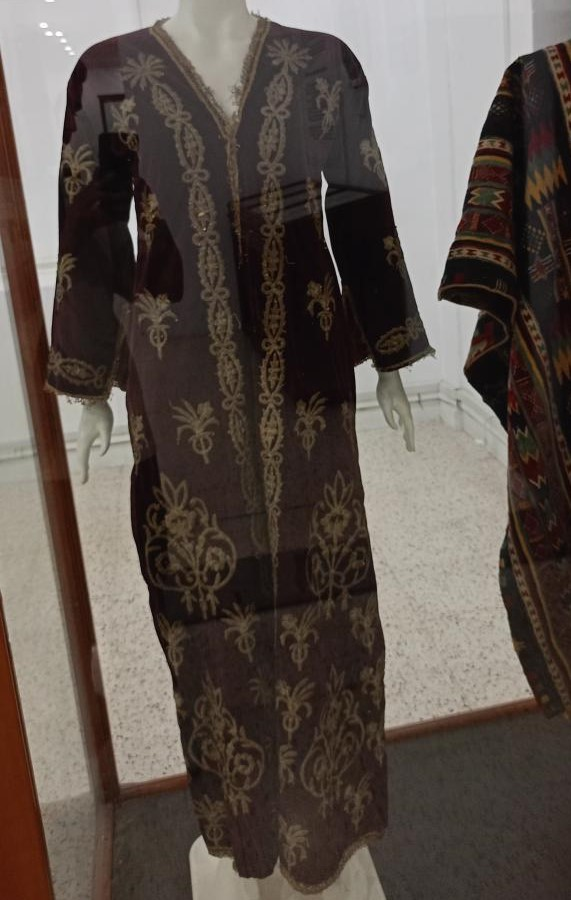
Caftan Constantinois du XXe siècle
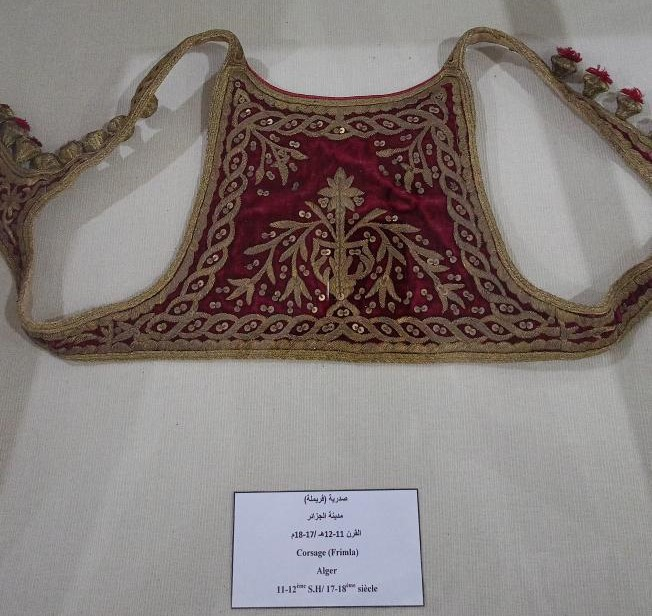
Frimla, corselet traditionnel algérien des XVIIe et XVIIIe siècles
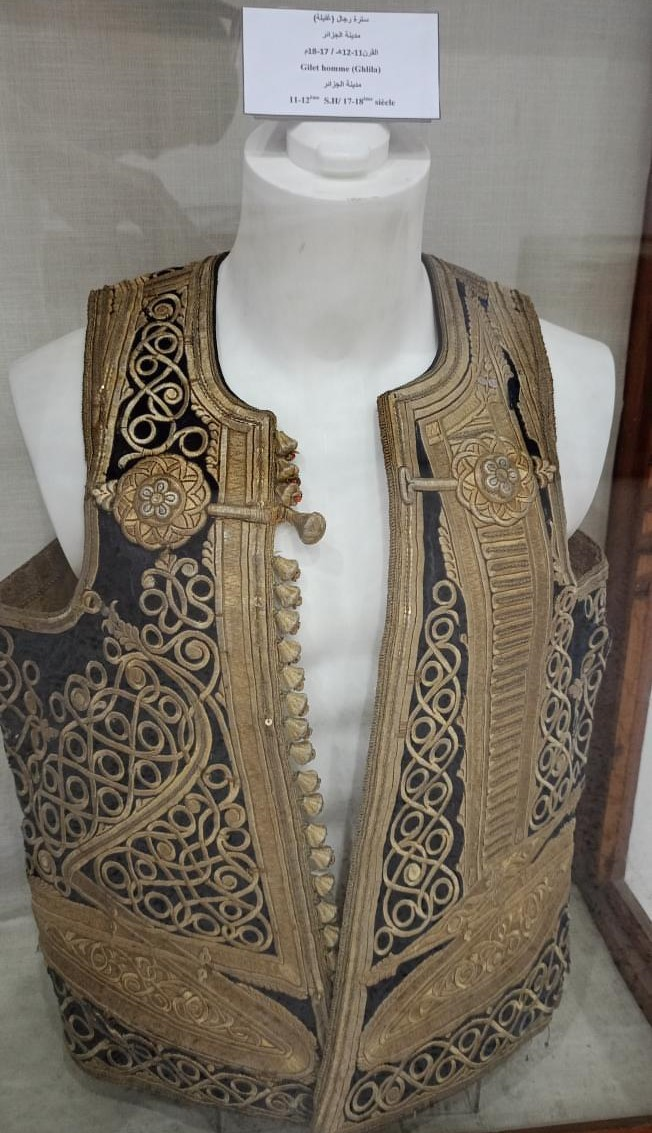
Ghlila, gilet traditionnel masculin algérien des XVIIe et XVIIIe siècles
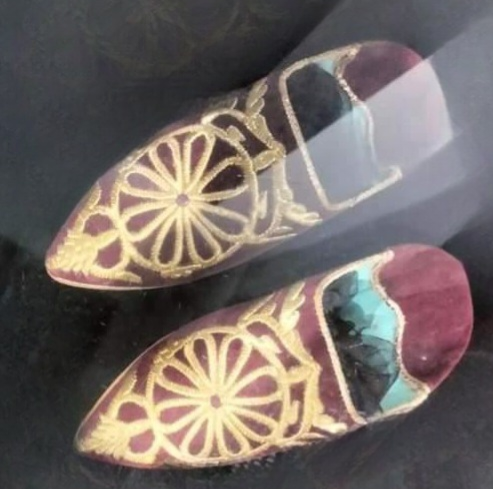
Balgha en mejboud brodée au fil d'or
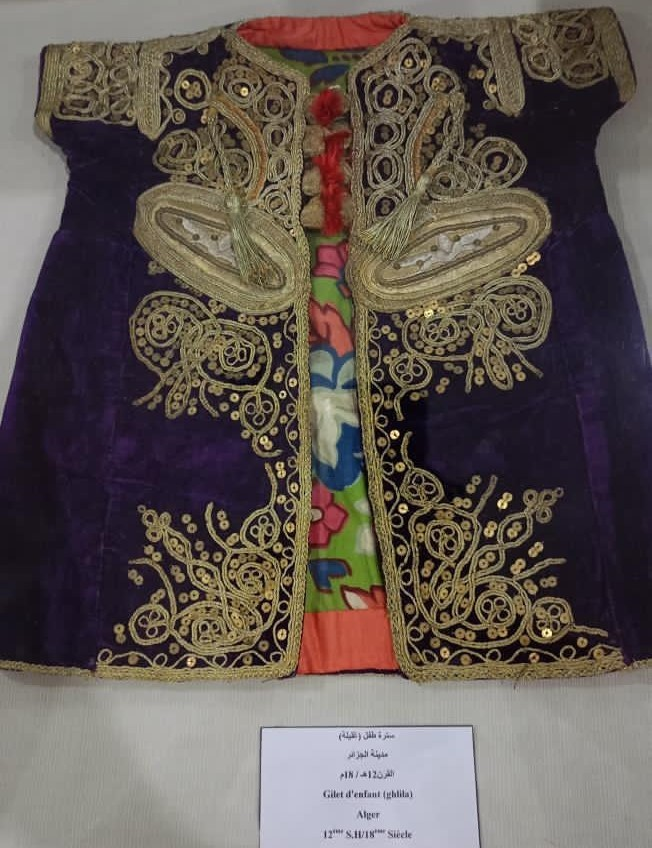
Ghlila d'Alger, gilet traditionnel pour enfant du XVIIIe siècle
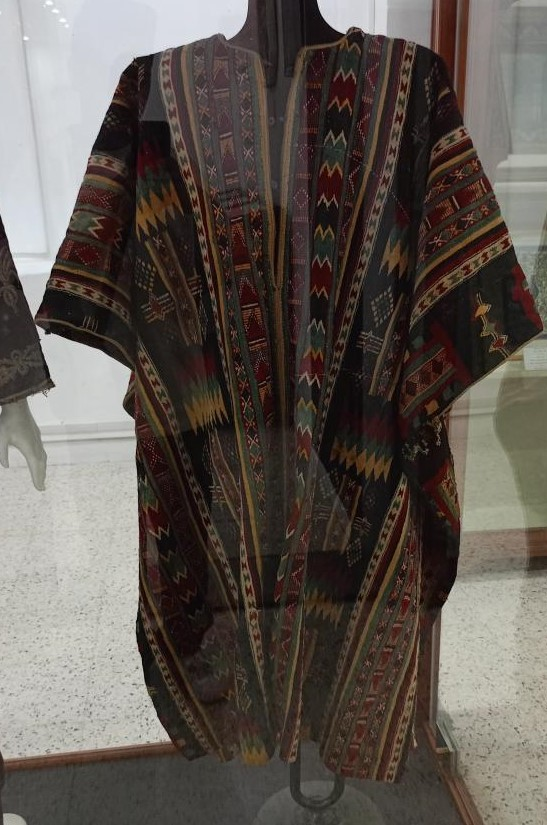
Gandoura de la région de Ghardaïa du XIXe siècle
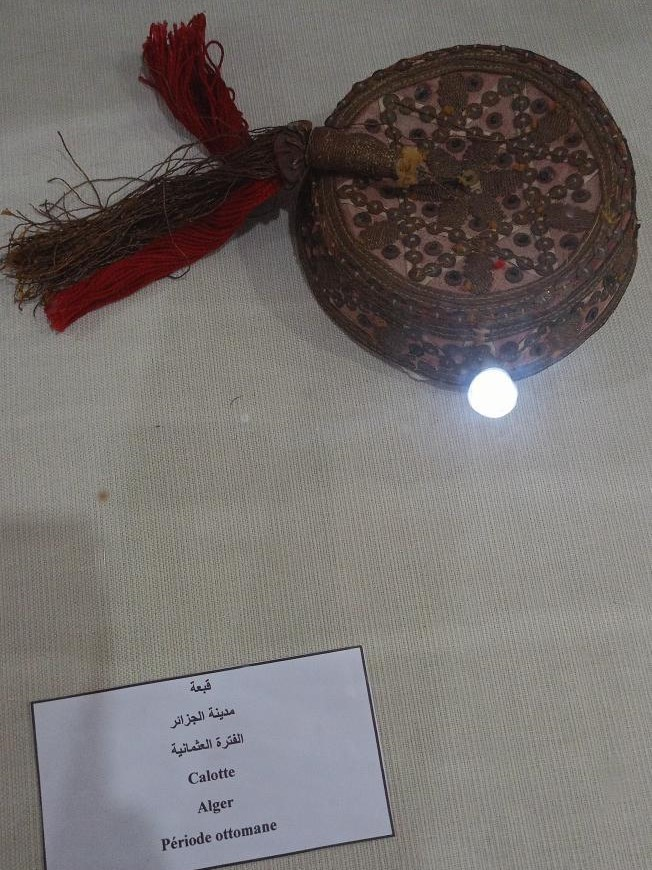
Chéchia d'Alger, période ottomane
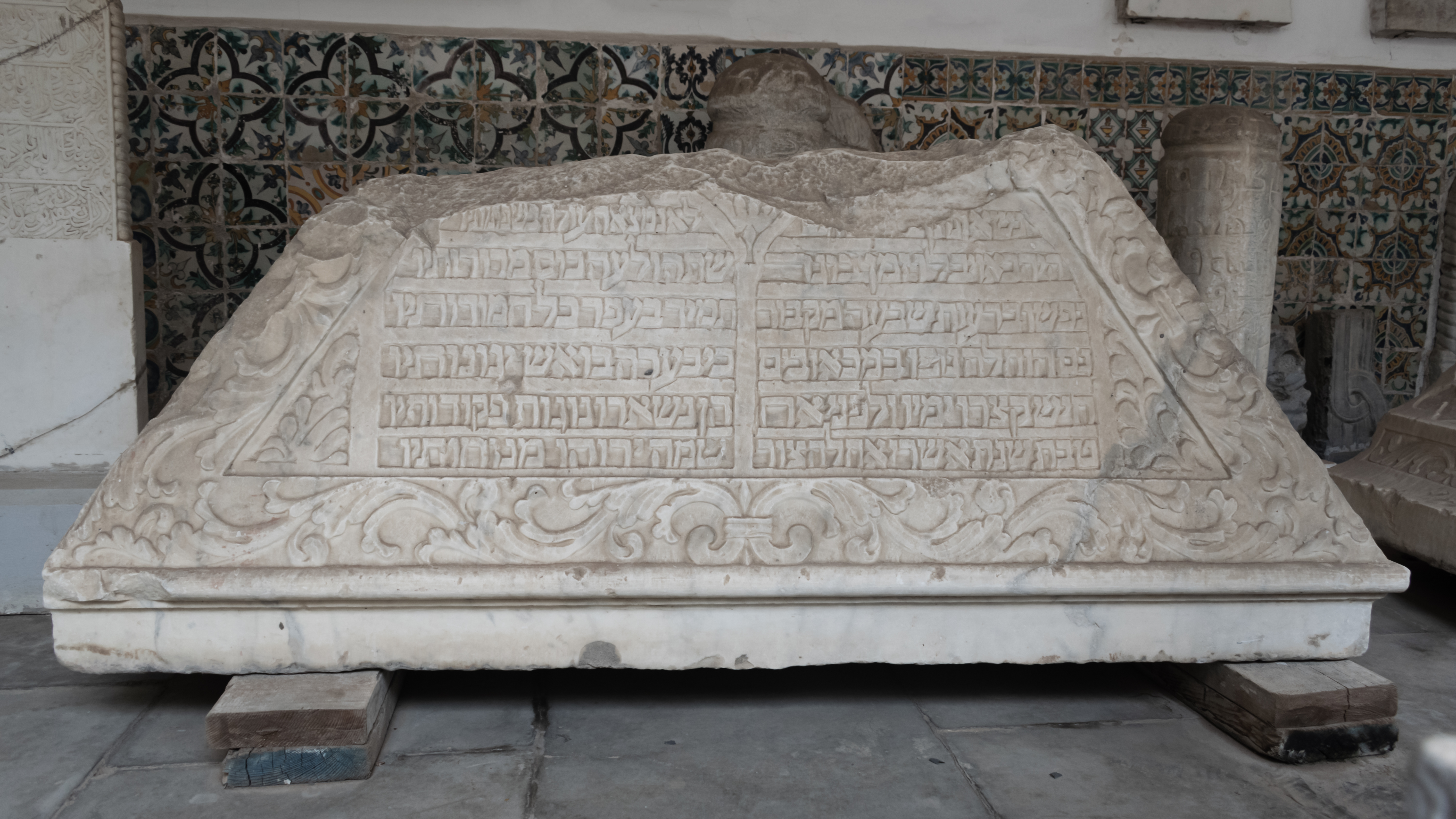
Pierre tombale juive
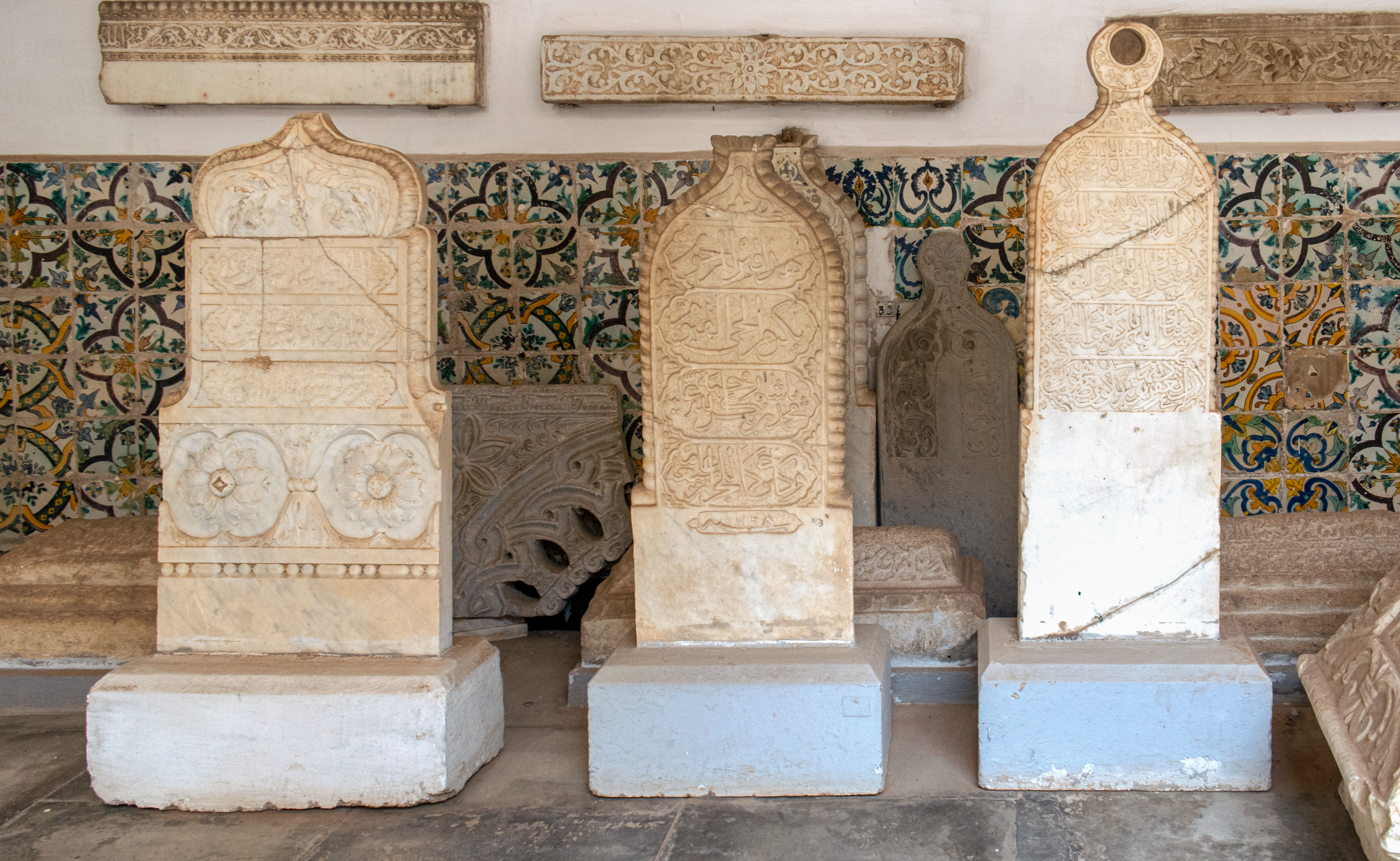
Stèles funéraires musulmanes épigraphiques

## Hommages dans les collections
Une salle est consacrée aux œuvres de Mohamed Temmam, le célèbre miniaturiste et premier conservateur du musée après l'indépendance du pays. Temmam est considéré comme l’un des artistes plasticiens les plus marquants  d’Algérie. Il a contribué, entre 1968 et 1986, à la création de nombreux timbres-poste magnifiant le  patrimoine historique et culturel de l’Algérie.
Une autre salle est consacrée au grand calligraphe, miniaturiste, fondateur de l'École algérienne de miniature Mohamed Racim et son frère aîné le maître de la calligraphie Omar Racim,. Les deux frères ont contribué à la fondation de l'école algérienne de l'enluminure et de la miniature, dans un esprit purement algérien et authentique.
Une section est consacrée à Luce Ben Aben, fondatrice de la première école franco-arabe pour filles musulmanes en Algérie, où on enseigne la broderie traditionnelle algérienne. Elle a offert toutes ses broderies au musée.

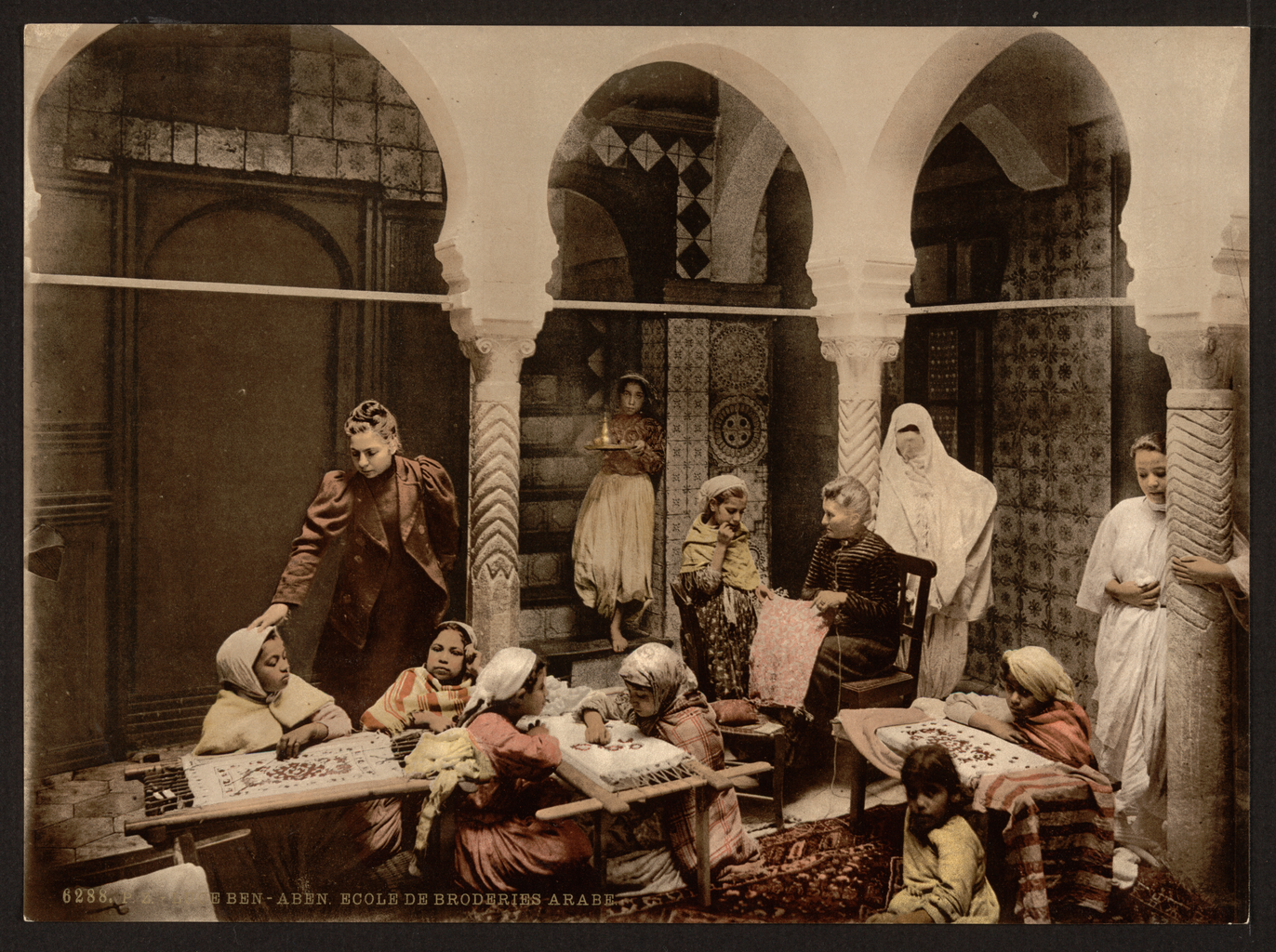
L'école Luce Ben Aben, vers 1899.

Une vitrine est consacrée à l'exposition des objets d'art du miniaturiste et enlumineur algérien Mustapha Ben Debbagh. La salle abritant ces œuvres porte le nom « Amin El Oumana », d'après le célèbre sculpteur, calligraphe et l’un des maîtres incontestés des arts arabo-musulmans M'hamed Haminoumna (1897-1975), dont les œuvres sont aussi exposées dans cette salle,,.

## Activités du musée

### Expositions
- En 2009, le musée a organisé une exposition sous le thème « Travail du métal dans l’art islamique » avec des pièces prêtées par le Maroc, la Tunisie, l’Iran, la Syrie et l’Égypte[78].
- En 2013 et dans le cadre de l'échange culturel entre la Pologne et l'Algérie, le musée a abrité une exposition intitulée « les Manuscrits de la bibliothèque de l'Institut Ibn-Khaldoun en Pologne ». Des manuscrits de médecine, en Tawhid, en Hadith, en linguistique ou en astronomie, datant du XVIIIe siècle, XVIIe siècle, XIVe siècle et du XIIe siècle ont été présentés au public[79].
- En 2016, le musée a organisé une exposition sous le thème « Voyage à travers le zellige : les carreaux de faïence », avec la présentation d'une imposante collection de carreaux de céramique datant des époques hammadite, zianide et ottomane[80].
- En 2021, le musée a organisé une exposition d'œuvres éclectiques inspirées, intitulée « L'art de la céramique entre originalité et contemporanéité », du plasticien Réda Essahli[81].

### Conférences
- En 2019, le musée a organisé une conférence intitulée « Les musées d'Algérie : Parlons-en législation et sécurisation des biens culturels ».
- Le 19 janvier 2023, le musée a organisé une conférence intitulée « Les inscriptions archéologiques sur les métaux », animée par Nabila Aït Said, enseignante à l’École nationale supérieure de conservation et de restauration des biens culturels de Tipasa.
- Le 09 février 2023, le musée a organisé une conférence portant sur le theme « Le site de Tahert, une région de production de céramique glaçurée à travers les collections du Musée », animée par Akila Djellid, chercheur au Centre national de recherches préhistoriques, anthropologiques et historiques (Cnrpah).
- Le 02 mars 2023, le musée a organisé une conférence sous le thème « Identification des phases d’occupation des maisons de Tiddis à travers les techniques de construction », animée par Hakima Touahri, enseignante à l’institut d’archéologie de l'Université Alger 2.
- À l’occasion de la Journée internationale des femmes, le musée a organisé le 08 mars 2023, une conférence sous le thème « La dimension civilisationnelle africaine à travers les scènes de la femme dans l’art rupestre saharien», animée par Hassiba Safrioune, enseignante à l’Institut d’archéologie de l’Université d'Alger 2.
- Le 16 mars 2023, le musée a organisé une conférence sous le thème « Acquisition et utilisation de la matière première lithique par les derniers chasseurs-cueilleurs du site de Medjez des hauts plateaux sétifiens », animée par Samia Aoumer, chercheur au Centre national de recherches préhistoriques, anthropologiques et historiques (Cnrpah).

### Publications
- Aïcha Hanafi et Sadjia Achouri, Les Tapis algériens : Collection du musée national des antiquités d'Alger, 2005.
- Histoire de l'Algérie à travers les numismatiques, 2007.
- Catalogue de l’exposition « Algérie: patrimoine et civilisation », 2010.
- Trésors du musée public national des antiquités, catalogue des collections du musée, 2014.

## Musée consacré à la civilisation islamique

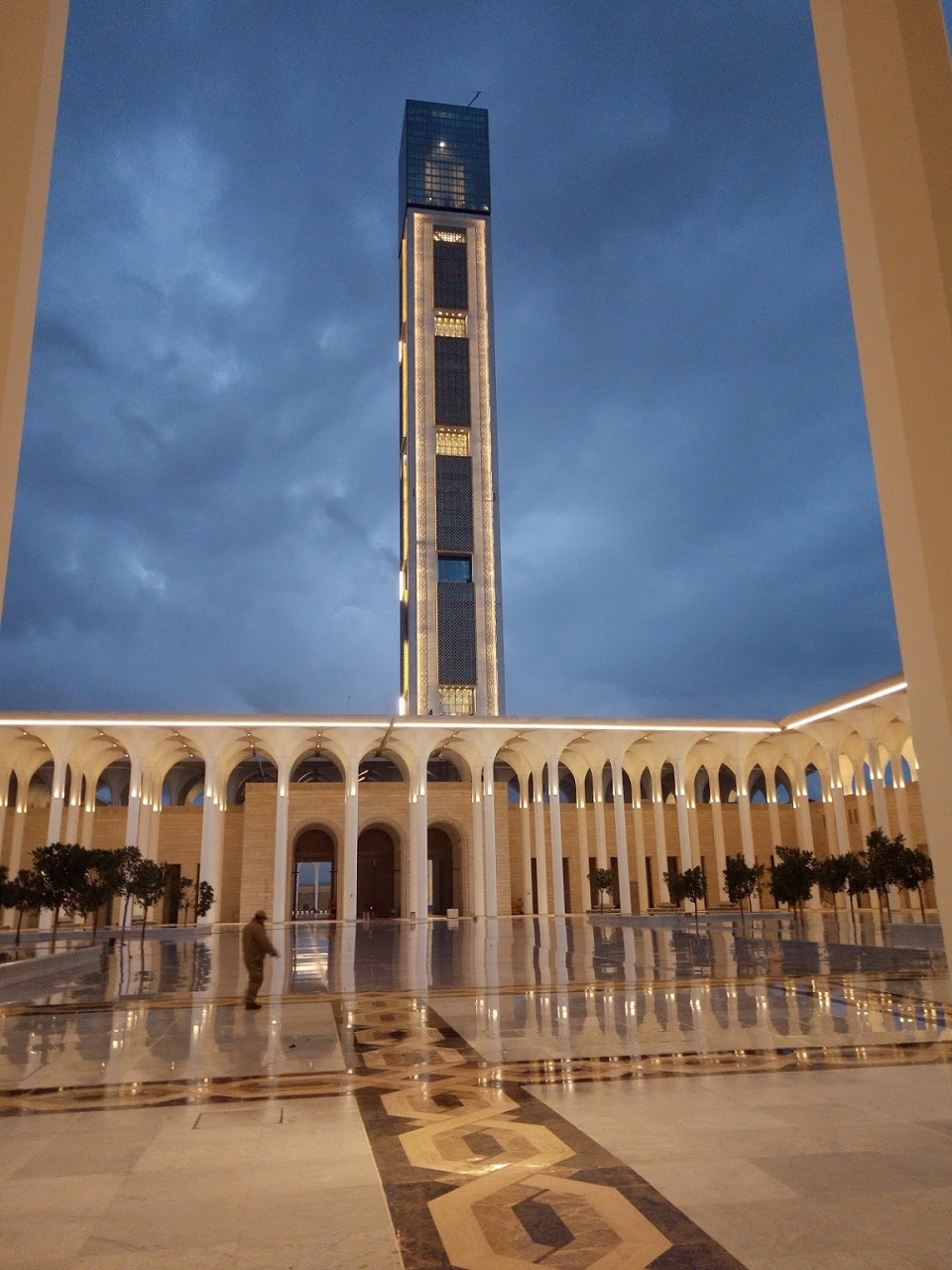
Le minaret de Djamaâ El-Djazaïr culmine à 265 mètres.

L’inauguration d'un musée exclusivement consacré à l’art et à l’histoire islamiques au minaret de la Grande mosquée d'Alger est prévue le 1er novembre 2020 à l'occasion de la fête du déclenchement de la guerre de libération nationale. Mais en raison de la pandémie du coronavirus (Covid-19), le gouvernement annonce le 14 octobre 2020 le report de l’inauguration de la grande mosquée d’Alger et des infrastructures liées.
Le président Abdelmadjid Tebboune a procédé, le 25 février 2024, à l'inauguration du musée de la civilisation islamique situé au 23 ème étage du minaret de la Grande mosquée d'Alger. Ce musée retrace les étapes phares de l’histoire islamique de l’Algérie et tout ce qui a trait à la civilisation islamique et à la pratique religieuse en Algérie. Il renferme dans ses différentes collections, des documents, des photographies, des enregistrements, des projections, des ouvrages, des correspondances et des effets personnels d’oulémas et d’illustres personnalités historiques de l’Algérie,.

## Directeurs
- Adrien Berbrugger (1er conservateur de la « bibliothèque-musée d'Alger », (de 1838 à 1869)
- Oscar Mac Carthy (de 1869 à 1890)
- René de la Blanchère (de 1890 à 1896)
- Georges Marye (1897)
- Just Wierzjeki (de 1897 à 1901)
- Stéphane Gsell (de 1902 à 1912)
- Jérôme Carcopino (de 1912 à 1919)
- Eugène Albertini (de 1920 à 1925)
- Georges Marçais (de 1925 à 1934)
- Jeanne Alquier (de 1960 à 1962)
- Mohamed Temam (de 1963 à 1988)
- Lakhdar Drias (de 1988 à 2006)[86]
- Houria Cherid (2006-2016)
- Hadja Boukhames (2016-2018)[87]
- Karima Ait Yahia (2018-2019)
- Amel Mokrani (2019-2020)
- Azzedine Antri (2020-)[88]